# 여성 노동자

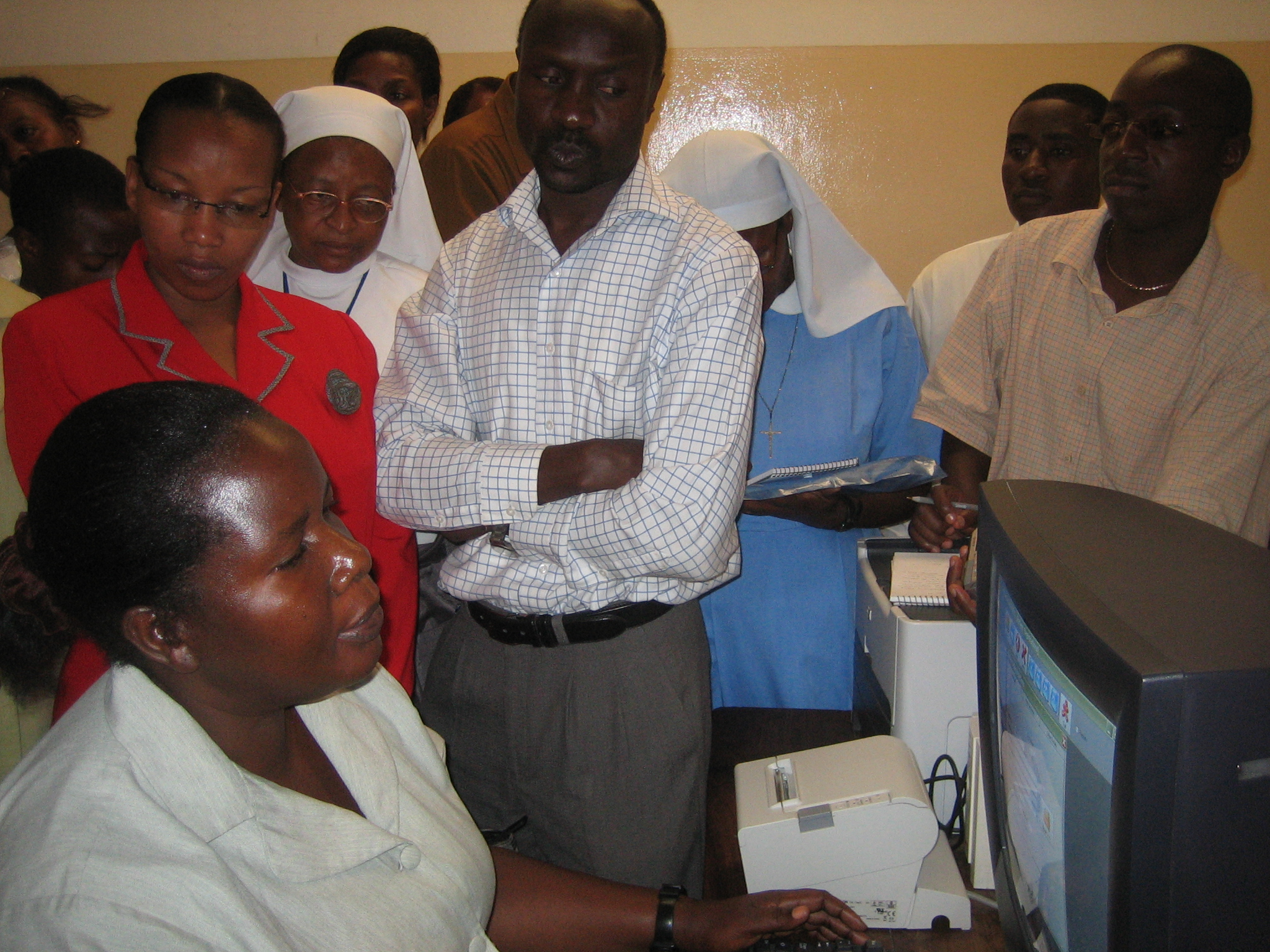
의료정보관리시스템 사용법을 시범으로 보여주는 탄자니아 여성 노동자.

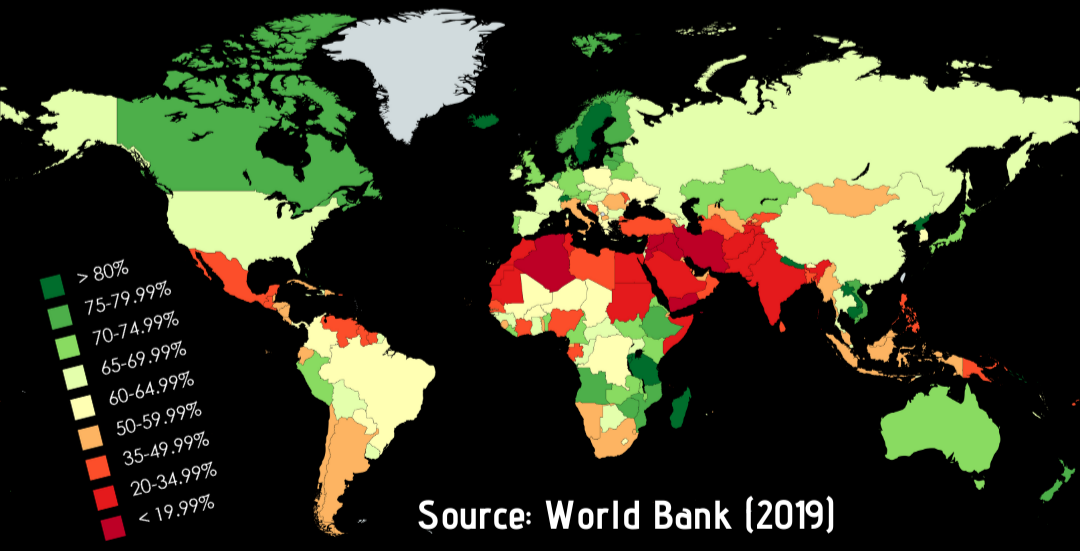
15-64세 여성의 노동참여 비율(세계은행/ILO, 2019)

중간 및 고위 관리직 여성 비율(2017)

산업 혁명을 기점으로, 산업 국가들에서는 가정의 울타리을 나선 여성의 노동 참여가 점차 증가하였고 20세기에 들어 여성 노동자의 수는 더욱 크게 늘었다. 여성의 노동은 국내총생산(Gross Domestic Product, GDP) 등의 지표로 측정되는 국가 경제의 총생산량을 늘리고, 노동력 공급을 늘려 인건비를 낮추기 때문에 산업 사회에서 긴요한 자원으로 여겨진다.

역사적으로 여성들은 고등 교육에 접근할 기회가 부족하였고, 그로 인해 높은 보수와 사회적 지위를 보장하는 직업 분야에서 실질적으로 배제당했다. 여성들이 대학에 입학하고 학위를 받을 수 있게 된 시기가 늦어진 만큼 법률 및 의학과 등 전문적인 영역에 진출한 시기 또한 대부분의 국가에서 늦어졌다. 한 예로, 케임브리지 대학이 여성에게 제대로 학위를 수여한 것은 1947년 후반에 이르러서였으며, 이후에도 격렬한 반발과 논쟁을 겪었다. 19세기와 20세기 동안 여성들은 주로 보수가 적고 사회적 지위가 낮은 직업에만 종사할 수 있었으며, 똑같은 일을 하더라도 남성보다 낮은 보수를 받았다. 그러다 20세기를 거치면서 육체노동을 크게 요하지 않는 사무직 노동의 수요가 증대하는 등 노동시장에 큰 변화가 일어났고, 여성들에게 고등교육을 받을 기회가 확대된 결과로 저임금 저숙련 일자리에서 높은 보수와 장기적인 고용을 보장하는 일자리를 얻을 기회가 늘었다. 한편 자녀가 있는 여성은 남성 및 자녀가 없는 여성과 비교했을 때 실업 상태에 있는 경우가 비교적 큰 편이다.
여성들의 노동참여가 증가하면서 남녀의  노동시간은 전세계적으로 비슷해지고 있다.  그러나 서유럽 국가의 여성 노동 참여 현황은 남성과 비교할 때 현저한 차이를 보인다.
2017년 통계에 따르면 미국의 여성 노동자 수는 약 7,460만 명이다.
은행거래 및 노동에서 여성에게 동등한 권리를 보장할 경우, 2025년 세계 경제는 최대 28조 달러까지 성장할 것으로 예상된다.

## 여성 노동과 관련된 연구
남북전쟁 시기였던 미국에서, 1862년 켄터키주 루이빌의 버지니아 페니(Virginia Penny)는 자신의 연구 결과를 《학예, 전문직업, 상업, 농업, 기계업 등 각 분야에서의 미혼 및 기혼 여성들의 경제활동》이라는 기념비적인 저서로 출간하였다 페니는 우편 설문조사 및 면담 등의 방법으로 일을 하는 여성들에 대해 조사하였고, 여성들이 노동현장에서 직면하는 현실을 알리고자 하였다. 현장조사는 필라델피아와 뉴욕, 보스턴 등지에서 이루어졌다. 페니는 이 연구를 통해 여성들이 일을 구할 수 있는 직업과 앞으로 일을 할 수 있게 될 직업 500여 개를 목록으로 정리하였다. 또한 고용주들이 성별에 따라 임금을 달리 지급하는 이유로 제시하는 근거들에 대해서도 기술했다.
저자는 자신의 책을 "생계를 위해 분투하는, 근면하고 존경받아 마땅한 미국 여성들에게" 헌정하였으며, 이 책은 전미의 독자와 학자들로부터 주목을 받았다. 1863년에는 다른 출판사를 통해 같은 책을 《여성직업백과》라는 제목의 백과사전 형태로 출간하였다. 이 백과사전은 1870년 《미혼 및 기혼 여성은 어떻게 돈을 버는가》로 제목을 한차례 변경하여 이전보다 높은 판매부수를 기록하였고, 여러 차례 개정을 거치며 1862년부터 2006년까지 제36판까지 출판되었다. 또한 1867년부터 독일어판이 출간되어 제6판까지 개정되었다.
성(gender)에 따른 노동분화는 20세기 여성학, 특히 특정 분야에서 나타나는 여성 참여의 역사를 연구하는 여성사와 젠더학의 주요 연구 대상이었다. 의학사 및 전문직업화 연구 또한 성에 관한 문제, 그리고 특정 분야에서 여성들이 맡아온 역할과 그 역사를 다루고 있다. 한편 여성들의 활약이 두드러지는 분야로는 회계 및 감사, 심리학 등이 있다.
현대 민권법은 특정 분야와 직업 분야에서 나타나는 성차별과 성적 괴롭힘 등의 문제를 면밀히 다루고 있다. 이에 관련된 법은 고용 차별 금지법으로 존재하며, 이 법은 성차별과 인종차별을 금지하는 내용을 대부분으로 하고 있다. 여러 국가에서 여성차별을 금지하는 법을 제정하고 있으며, 한 예로 미국에서 제정된 임신에 의한 차별을 금지하는 법률을 들 수 있다.

## 경제 발전과 여성

2017년 여성 고용 중 비공식적 고용이 차지하는 비율

여성의 경제 참여와 평균 생활수준의 상승 사이의 상관관계는 국제적 연구에 의해 분명하게 드러나고 있다. 2001년 세계은행이 발표한 보고서 〈발전의 생성(Engendering Development)〉은 여성의 경제적 참여와 경제 상장 사이의 관계를 명료하게 밝히고 있다.
교육과 학업성취, 직업, 공적 활동에 참여할 권리 등의 기본적인 권리를 여성들에게 차별적으로 부여하는 것은 여성들 당사자에게 가장 큰 해를 입힐 뿐 아니라, 사회 전체에 해악이 된다. 성별 불평등을 묵과하는 것은 국민 전체의 안녕과 국가의 지속적인 발전, 행정력의 효과성을 저해하며 빈곤을 해소하는 데에 장애물이 된다. 
한 사회의 내재적 가치관은 투입과 생산에 총체적으로 연관되므로, 여성들의 경제 참여를 막는 것은 여성들을 부차적인 사회 역할에 묶이게 만든다.
"여성들이 노동에 참여할 기회가 적다는 것은 가정에서도 불평등한 대우를 받게 하는 것이다. 여성들에게 노동할 기회가 보장되면 여성 전체에 좋은 영향을 미치나. 여성들의 월 소득이 미화 7달러 증가하면 총 가구소득이 상승할 뿐만 아니라 여아들의 생존율도 1퍼센트 높아진다."
여성들이 가정에서 남성보다 못한 대우를 받는 이유는 여성들의 소득이 가계 유지에 큰 영향을 미치지 못하기 때문이다. 저개발국가의 관점에서 보는 여성의 경제적 가치는 성감별 낙태와 "여성 증발" 현상에서 적나라하게 드러난다. 한편 여러 사회가 '남성들을 자리에서 밀어내어 여성을 돕는' 상황은 없다는 사실과, 여성들이 교육을 받고 경제활동에 참여하여 힘을 갖게 되면 사회 전체에 이득이 된다는 것을 놓치고 있다. 여성들이 경제 활동에 참여하면 한 국가의 생활 수준을 확인하는 중요한 척도인 국내총생산(Gross Domestic Product, GDP)이 증가하기 때문이다. 세계은행의  제임스 울펜슨(James Wolfensohn)은 "여아 교육은 사회 발전의 모든 측면에서 촉매와 같은 역할을 한다. 여아 교육이 확대되면 아동과 임산부의 사망률이 줄어들고, 남아와 여아 모두의 교육적 성취가 향상되며, 국가의 생산성과 환경관리 능력이 증대하게 된다. 따라서 경제성장이 촉진되고 그 결실이 사회 전채에 분배된다. (...) 여아 교육은 동네 병원부터 국회에 이르기까지 사회 각계에 여성들이 진출할 수 있도록 돕는다. 그리하여 사회 전체의 문제해결능력과 의사결정능력이 질적으로 신장된다.

## 전 세계 여성 임금노동 현황

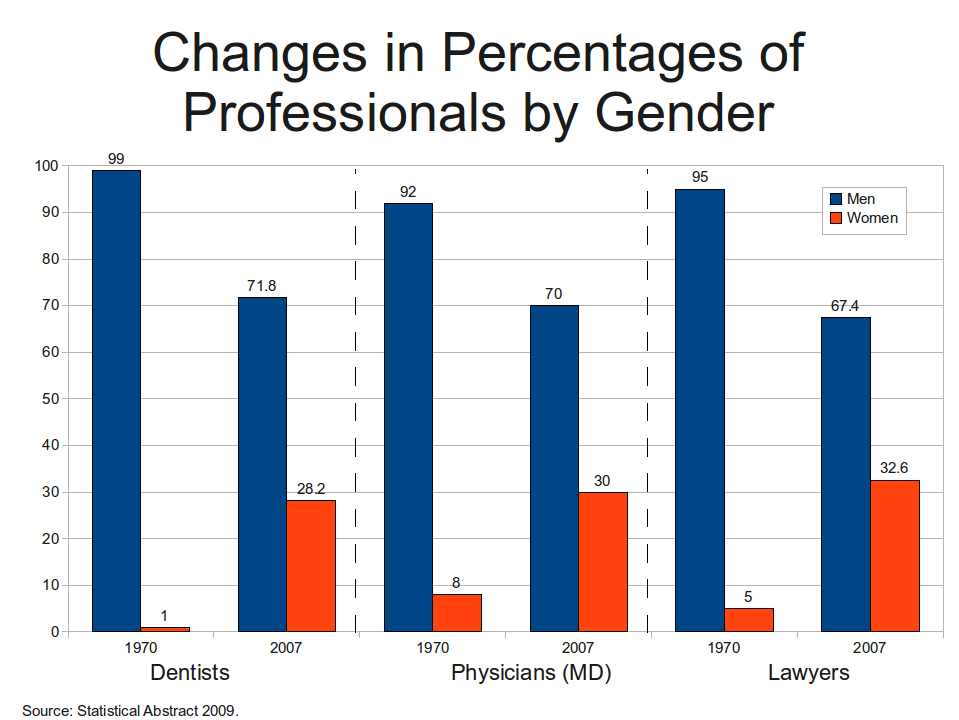
1970년부터 2007년까지 치과의사, 의사, 변호사 인구 중 여성 비율의 변화를 보여주는 비교표.

대부분의 지역에서 여성은 농업에 종사하면서 지역 경제에 기여하고 있다. 남아시아, 서아시아, 아프리카에서 농업 외의 분야에 종사하는 여성 인구는 20퍼센트에 불과하다. 그러나 농업 외의 일을 하며 임금을 받는 여성의 비율은 2008년에 이르러 41퍼센트까지 증가했다.
전세계적으로 여성들이 주로 종사하는 임금 노동 중 하나는 전통적인 행상(行商)업이다. 중앙 아메리카, 남아시아, 아프리카 등 세계 각지에서 여성들은 고대 시절부터 가정 밖으로 나가 시장에서 상업에 종사했다.
20세기에 들어 해외 이동량이 늘고, 외국에서 가사도우미 일을 구하여 이민을 가고 고국을 떠나는 경우가 늘면서 여성 임금노동에 전세계적인 변화가 일어났다. 현재 가사도우미 일을 하는 여성 노동자들은 대부분 필리핀 출신이다. 1990년대 이전 필리핀 출신 이주 노동자들은 대부분 남성이었으나, 2012년에는 여성들이 63퍼센트를 차지하는 것으로 나타났다.
해외에서 일하는 필리핀 여성은 수백만 명에 이르는 것으로 추정된다. 2012년, 13만 8천 명 이상의 필리핀 가사도우미들이 해외 취업을 승인받았고, 이는 이전 해보다 12퍼센터 높은 수치이다. 이는 필리핀 여성들 중 많은 수가 자녀를 친인척에게 맡기고 해외로 떠나고 있음을 뜻한다. 필리핀 등 여러 국가에서 외국으로 나간 가사도우미들은 착취에 쉽게 노출되며, 특히 가사도우미 수요가 많은 중앙아시아 지역에서 금전 및 성적인 착취와 신체적 학대를 빈번하게 겪고 있다. 한편 필리핀 출신의 남녀 해외 노동자들이 고국으로 보내는 돈은 미화로 매월 10억 달러에 달하는 것으로 추산된다.
방갈로르 지하철의 기관사 및 철도역 관제사 중 33퍼센트가 여성이며, 이는 다양한 여성친화적 노동환경을 조성하려 한 노력의 결실이다. 근무자의 자녀는 보육 시설을 이용할 수 있고, 여성 기관사들은 자택에서 가까운 역에서 근무할 수 있으며 별도의 휴게공간을 이용할 수 있다. 야간 근무를 할 수 없는 여성 근무자들은 오전이나 저녁 시간으로 대체하여 근무한다.

### 분야별 여성참여

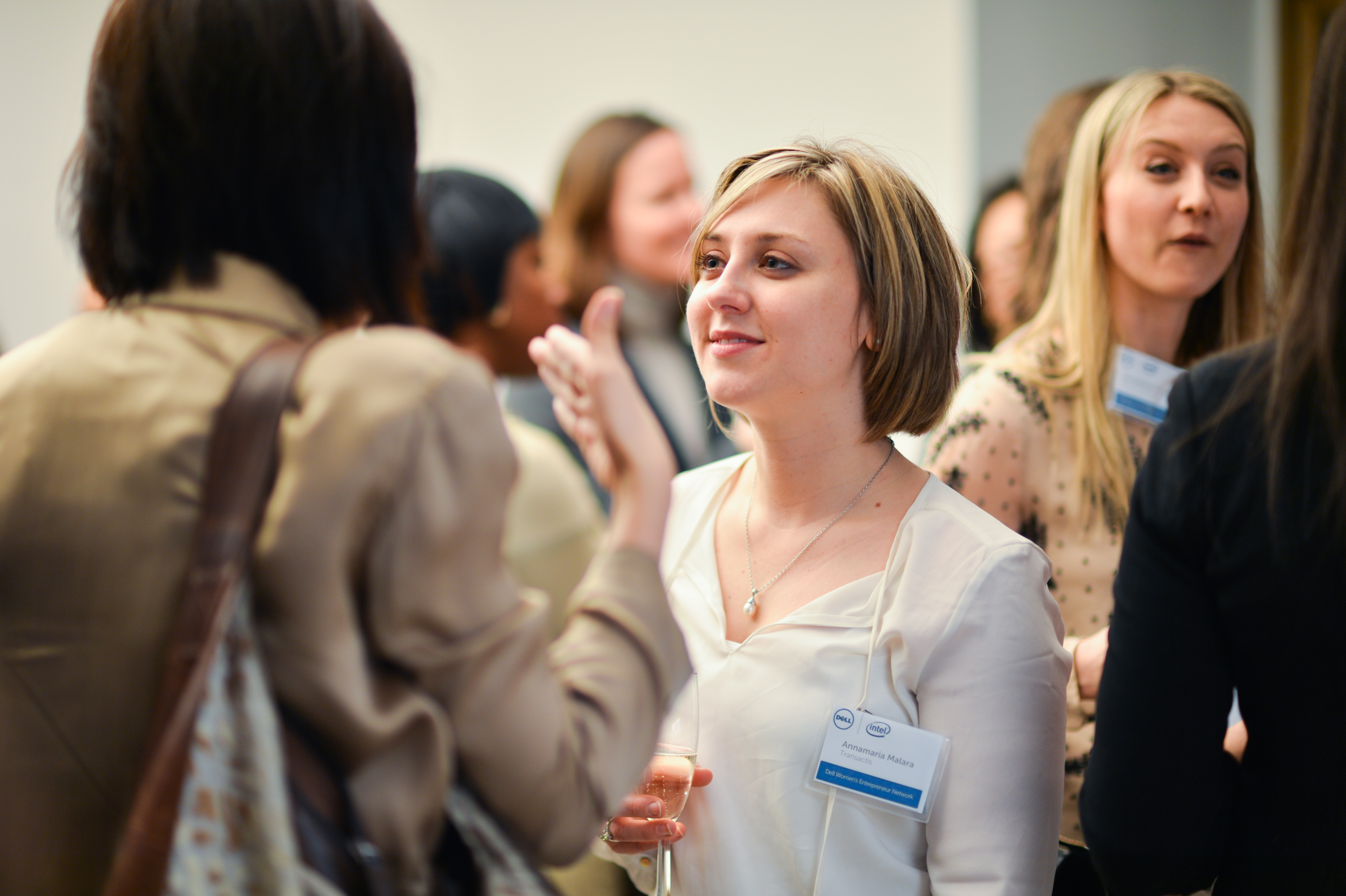
컴퓨터 분야 예비 사업가들이 모이는 교류행사에 참석한 미국 여성들

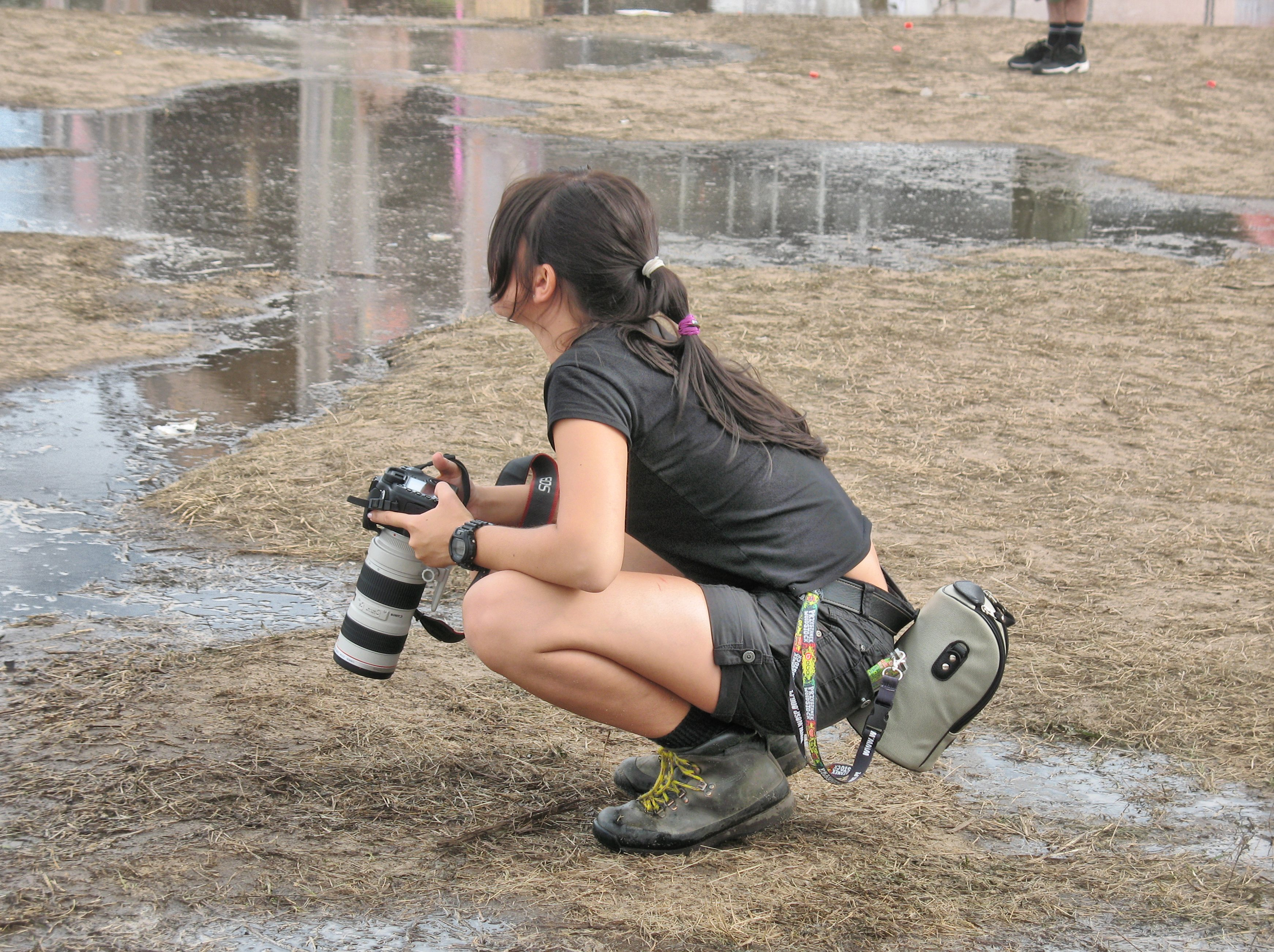
2008년 개최된 한 음악 축제를 취재 중인 여성 사진기자

노동자 성비는 분야별로 상이하며, 이는 특정 분야에서 특정 성별 위주의 집단화가 이루어진 결과로 나타난다. 이러한 현상에는 전통적인 성역할 관념 등 여러 요인이 작용한다. 직업별 성별분포는 다양한 사회적·경제적·문화적 변인에 의해 나타나며, 지역과 국가에 따라서도 달라진다. UN에서 취합한 2004~2007년 평균 통계가 이러한 실제를 반영하고 있다.
부문별 노동자 성별분포 분포(2004~2007)
| 지역                      | 농업                | 산업                | 서비스              |
| 아프리카                  | 여성 43% / 남성 42% | 여성 11% / 남성 20% | 여성 46% / 남성 39% |
| 아시아(중국 제외)         | 여성 32% / 남성 26% | 여성 12% / 남성 25% | 여성 56% / 남성 49% |
| 라틴 아메리카 및 카리브해 | 여성 7% / 남성 22%  | 여성 13% / 남성 27% | 여성 80% / 남성 51% |
| 유럽 및 기타 선진국 지역  | 여성 6% / 남성 8%   | 여성 15% / 남성 36% | 여성 79% / 남성 55% |

상세한 통계를 보면 지역 간 격차가 크게 나타난다. 동아시아에서는 농업에 종사하는 여성 노동자가 11퍼센트로 나타나는데 남아시아에서는 55퍼센트로 수치가 크게 상승한다. 한편 남아프리카에서 서비스 분야에 종사하는 여성 노동자는 70퍼센트에 달하는 반면 중부 및 동서 아프리카에서는 여성 노동자 중 26퍼센트 만이 서비스 분야에 종사하는 것으로 나타난다.
국제노동기구는 개발도상국에서 여성들의 노동 참여율이 16.5퍼센트 감소한 원인으로 여성들에게 안전하지 않은 대중교통을 지목한다.

### 직업 비유사성 지수
직업 선택의 경향성 또한 성별 임금 격차에 영향을 미치는 것으로 추정된다. 여성이 다수를 차지하는 직종은 남성이 다수인 직종보다 임금이 적은 경향이 나타난다는 뜻인데, 이는 한 직종 안에서 나타나는 임금 성차별과는 차이가 있다. 여초 직종에 종사하는 남성들도 마찬가지로 낮은 임금을 받기 때문이다. 직업 비유사성 지표는 성별임금격차 해소를 목표로 특정 성별의 노동자들이 특정 분야로 편중되는 정도를 0점에서 100점까지의 점수를 매기는 지표이다. 1960년 미국의 비유사성 지표 점수는 62점이고, 2000년에 이르러 47점까지 감소했지만 여전히 선진국 중에서 가장 높은 점수를 기록하고 있다.

## 여성 노동자의 권익을 보호하는 조직들
여성들은 19세기부터 각종 조직 및 단체활동에 참여하며 사회개혁에 기여하였다. 1903년 설립된 미국여성노동조합(The National Women's Trade Union League, WTUL) 여성들의 임금 문제를 해결하고 노동 환경을 개선하기 위해 조직되었다. 1920년 설치된 미국 노동부 여성국은 여성 노동자들의 노동 환경을 안전하게 개선하고 일터에서 동일한 권리를 누리도록 지원하는 것을 목표로 한다. 1956년에는 월 가의 여성들을 주축으로 여성경제인협회(Financial Women's Association, FWA)가 설립됐으며, 여성 사업가들의 업적을 알리고 여성의 금융 분야 전문성을 제고하여 금융업계의 진출을 장려하고 있다. 1966년 베티 프리던(Betty Friedan) 등 일군의 여성주의자들은 전미여성기구(the National Organization for Women, NOW)를 설립하였다. 이 기구는 미국에서 가장 큰 여성인권단체로, 직장 내 성차별을 종식하기 위해 로비활동 및 소송, 집회와 시위활동을 전개하고 있다. 현재 전미여성기구는 50만 명의 회원을 보유하고 있으며, 워싱턴 D.C.와 50개 주에 550개의 지부를 두고 있다. 1972년 설립된 여성경영인연합(the National Association of Female Executives, NAFE)은 연합원들이 성공적으로 직장생활과 경제적 안정을 유지할 수 있도록 각종 교육서비스, 인적 네트워크를 제공하고 권익보호활동을 전개하고 있다. NAFE의 연합원들은 기업의 여성 중역들과 자영업자, 사업가 등이며, 직장 여성들의 지위를 상승시키기 위해 헌신하고 있다. 위와 같은 단체들은 여성 노동자들의 권리를 보호하기 위한 법적 활동을 이어가고, 직장에서의 여성들의 입지를 강화하고 있다.

## 여성 노동자들의 권리를 보호하는 법적 제도

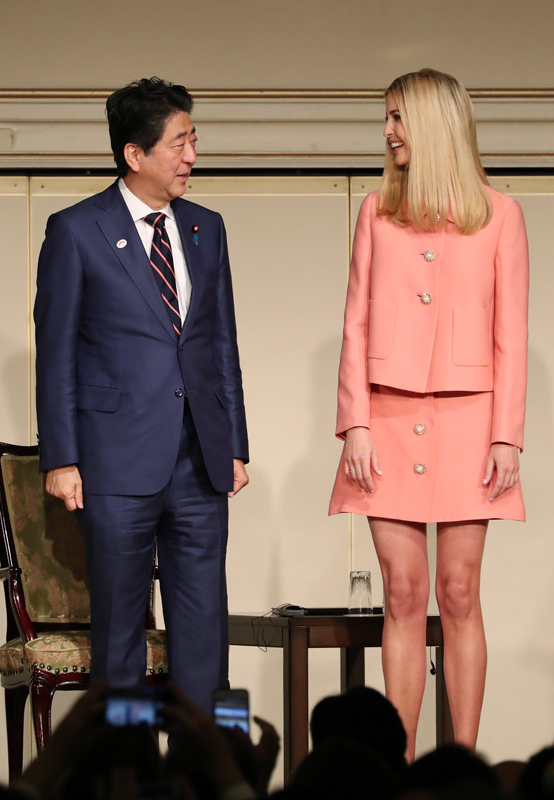
2017년 도쿄에서 개최된 UN총회에서 아베 신조 일본 총리와 이반카 트럼프가 여성 권익에 관해 의견을 교환하는 모습.

각종 국제단체들이 노력한 결과, 현재는 여성 노동자들의 권리를 보호하기 위한 국제법이 규정된 상태이다. 2011년 6월 16일 국제노동기구(ILO)는 C189 가사도우미 권리협약을 비준하여 조인국들에게 가사도우미 이주 노동자들에 대한 학대를 종식시키도록 하였다. 이 협약으로 가사도우미 노동자를 보호하는 국제적인 표준이 수립되었고, 이를 통해 ILO 미가입국에도 관련된 법안을 제·개정하도록 촉구했다. 또한 같은 해 홍콩 고등법원에서는 외국인 가사도우미 노동자들의 주거권을 침해하는 법안을 폐지하여 다른 외국인 노동자들과 동등한 권리를 누릴 수 있도록 하였다. 이는 홍콩에 있는 10여 만 명의 외국인 가사도우미 노동자들의 삶에 영향을 주었다.
위에 앞서 ILO는 평등 보수 협약을 비준하여 1953년 해당 협약의 효력이 발효되었으며, 1960년 발효된 고용 및 직업 차별 금지 협약을 비준하고, 2000년에  모성 보호 협약을 비준하여 2002년에 그 효력을 발생시켰다. 1966년 유엔 총회는 경제적, 사회적 및 문화적 권리에 관한 국제 규약을 채택했고 1976년부터 해당 규약이 발효되었다. 유네스코 또한 1960년에 교육 차별 금지 협약을 채택 1962년에 발효되었다. 유엔 총회에서 채택된 이주 노동자와 그 가족의 권리 보호에 관한 국제 협약은 2003년에 발효되었으며, ILO가 채택한 재택노동 협약은 2000년에 발효되었다. 이 협약은 여성들이 다수를 차지하는, 자택에서 임금 노동을 하는 노동자들을 보호하기 위한 협약으로, 자택에서 일을 하는 노동자들도 다른 노동자들과 동등하게 노동환경의 안전, 임금, 사회보장제도, 직업훈련 접근성, 취업제한 연령, 모성보호권리를 보장받도록 하고 있다.
인신매매는 어린 여성들을 주로 대상으로 하며, 이로 인해 해외에서 가사 노동에 종사하게 된 이들은 심각한 착취상황에 노출된다. 2020년 기준 전 세계 여성 인구에 바탕하여 산출하면, 여성 130명 중 1명 꼴로 이러한 '현대판 노예제'의 피해자가 발생하고 있다. 이러한 여성 및 아동 인신매매를 방지하기 위한 각종 국제법들이 제기되고 있다.
모성보호와 관련된 법률은 여성들이 출산으로 인한 차별을 겪지 않도록 보호하는 법률이다. 노동자가 임신 기간 중 일을 할 때 건강 상의 위험에 노출되지 않도록 하고, 영유아기 자녀와 건강한 애착관계를 형성하고 자녀와의 유대관계를 형성할 수 있는 시간을 확보할 수 있도록 보장하는 육아휴직제도를 마련하도록 하는 것이 취지이다. 고용주는 노동자들을 위해 그러한 제도를 마련해야 할 의무가 있음에도, 여전히 많은 여성 노동자들이 최소한의 휴직기간만을 보장받고 있다. 육아휴직 보장기간과 휴직급여액은 국가별로 다른데, 예를 들어 스웨덴에서는 육아휴직 기간을 68주 보장하여 가장 긴 휴직 기간을 제공하는 한편 미국은 가장 낮은 수준인 무급휴직 12주만을 보장하고 있다.

## 여성 대표들

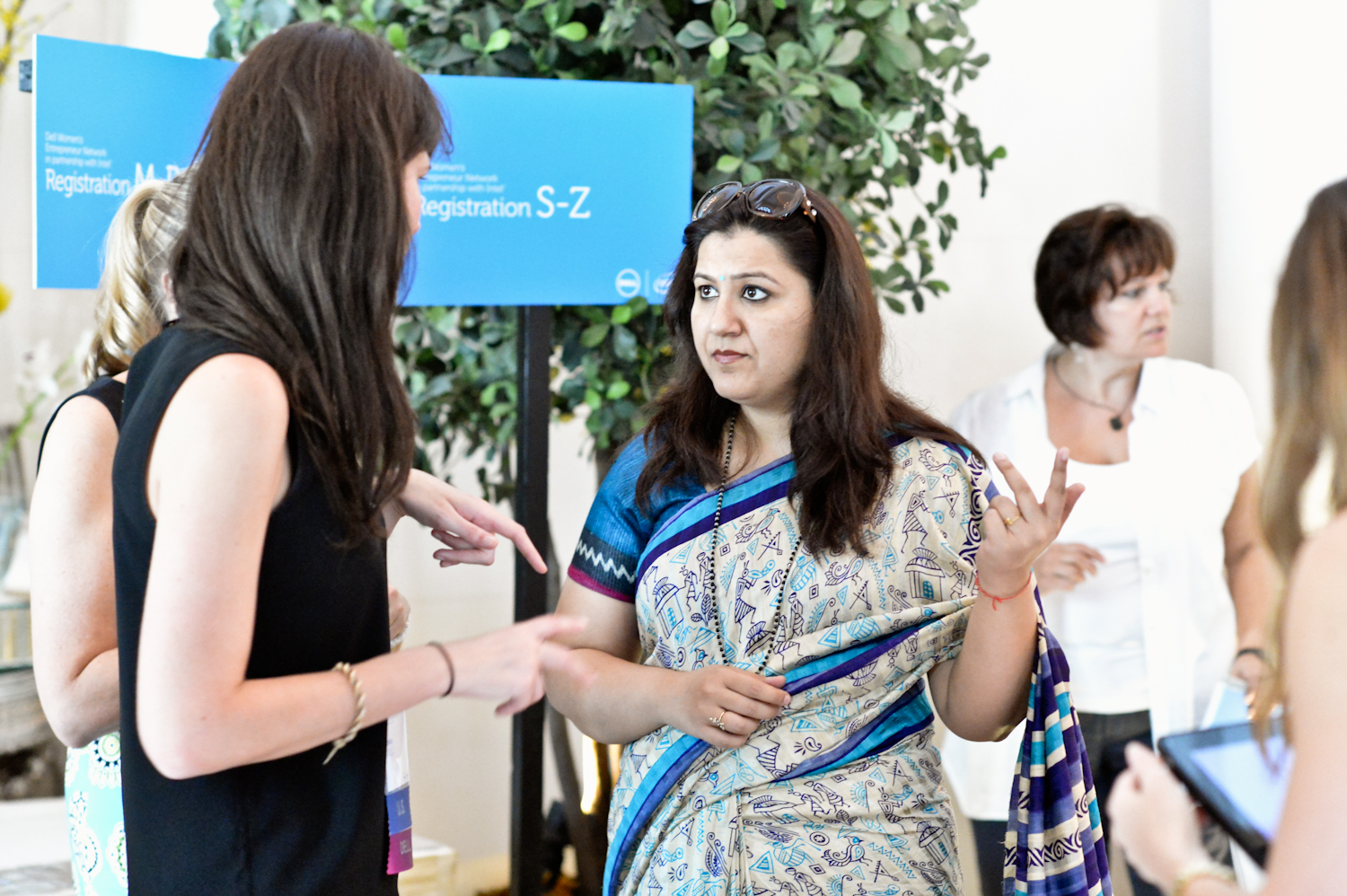
인도 뉴델리에서 열린 예비 IT 기업가 여성들을 위한 모임.

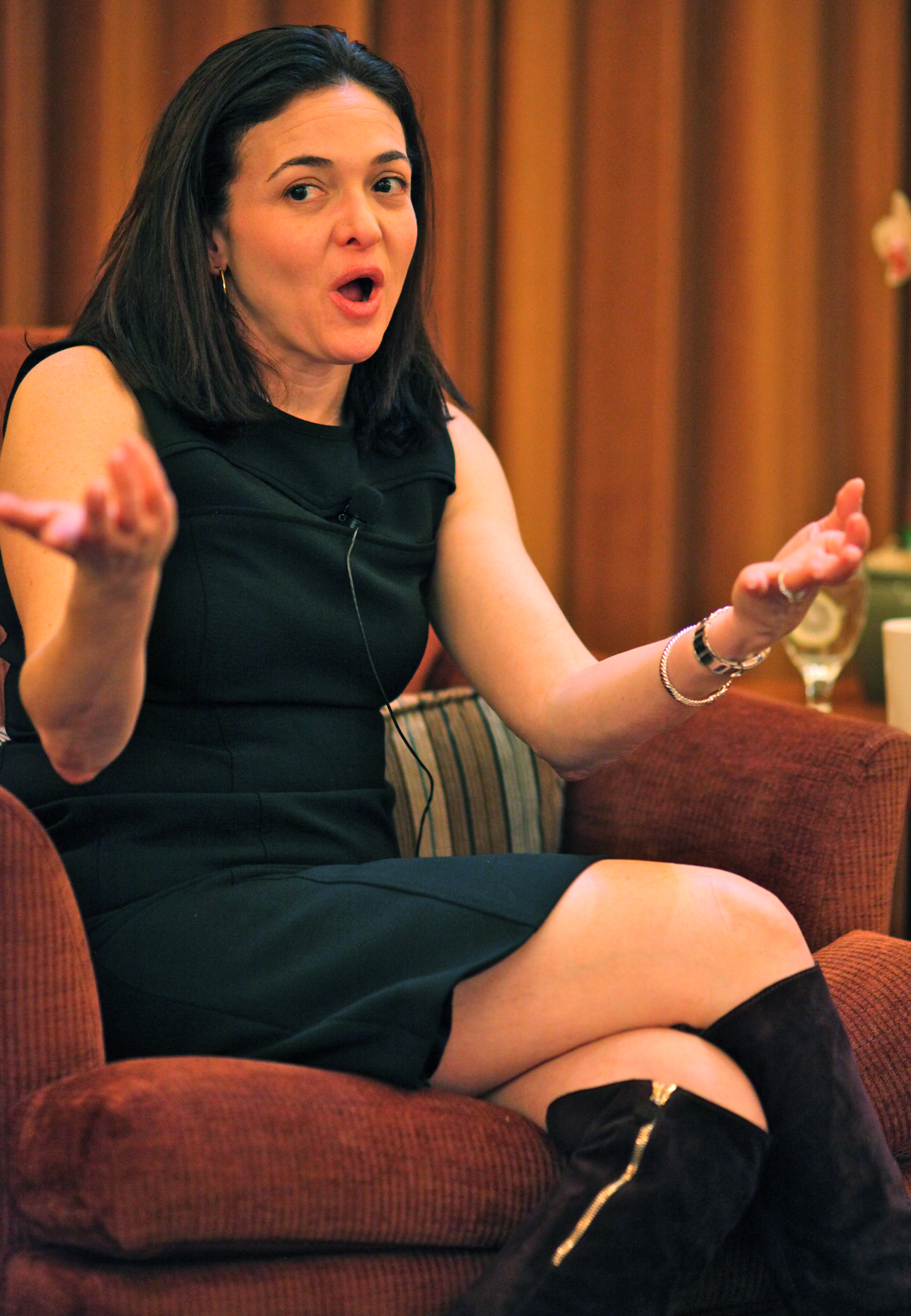
페이스북 COO 셜리 샌드버그.

유럽의 여성 의사결정자들은 자국 및 유럽 대륙 단위의 여러 네트워크를 조직하여, 유럽 전역의 정치 및 경제 분야에서 여성 의사결정권자들을 육성하려 하고 있다. 이러한 네트워크들은 1980년대에 주로 형성되었으며, 이들은 20세기 초에 결성된 국제여성 기업인 및 전문직 여성단체(Soroptimist International)나 존타 인터내셔널(Zonta International)과 같은 봉사적인 조직들과는 성격이 다르다.
그 중 하나인 여성관리자협회(WIMBIZ)는 일반적으로 남성들이 중심이 되는 경영 분야에 종사하는 여성들이 모인 네트워크로, 여성 경영인들이 자신의 영감과 아이디어, 리더십과 역량을 공유하는 것을 목표로 한다.
2009년 기준으로 유럽 내 상원 및 하원 여성의원 비율은 20.9퍼센트이며, 전세계 평균은 18.4퍼센트이다.
같은 해 미 의회에 소속된 여성의원들은 총 91명으로, 상원에 18명, 하원에 73명이 소속되어 있다.
유럽의 우량 민간 기업들의 이사회 구성 현황을 보면 여전히 10명 중 9명이 남성인 실정이다. 이러한 불평등은 직책이 높아질 수록 심화되는데, 위의 기업들 중 단 3퍼센트만이 여성을 최고결정권자로 두고 있다는 현실이 이 불평등한 경향성을 반증한다. 한편 미국 민간 기업 CEO 중 여성이 차지하는 비율은 5.5퍼센트에 불과하다.
유럽 정치 및 경제 분야의 여성 의사결정권자 네트워크에 속한 단체들은 아래와 같다.
- 기초 및 광역자치단체 선출직 여성 위원회(유럽 기초지방자치단체 및 광역자치단체의회 여성의원 대상)
- 국제 경영인 및 전문직 여성 연합(Business and Professional Women) 유럽 지부
- 지중해 지역 여성 경제인 단체 연합
- 유로챔버 여성 네트워크
- 유럽 여성 과학자 연단
- 유럽 연합 소속국가 국회 성평등위원회 네트워크
- 유럽 여성 기업가정신 촉진 네트워크
- 유럽 여성 로비
- 유럽 여성 변호사 협회
- 유럽경제위원회 성평등문제 네트워크
- 유럽 여성 발명가 및 혁신가 네트워크
- 유럽 여성 경영자 교육 네트워크(European Women's Management Development International Network, EWMD)
- 지방자치단체 선출직 교육재단 네트워크(Femanet) – 유로카드(Eurocadres)
- 유럽 전문직 여성 네트워크(European Professional Women's Network, EPWN)
- 여성 경제사회 포럼

유럽 연합 위원회는 위와 같은 네트워크를 위한 플랫폼을 구축하였다. 또한 2003년부터 2005년 동안 <i>여성들을 정상으로(Women to the Top)</i> 프로그램을 재정적으로 지원하여 더 많은 여성들이 최고경영자가 될 수 있도록 독려하였다.
정치 및 경제 분야에서 여성들이 최고책임자에 오를 수 있도록 지원하는 단체들이 조직되기도 하였다. 유럽 여성 경영자 교육 네트워크(EWMD)가 그 중 하나로, 유럽 여러 국가에서 전문가 조직에 소속된 개인 및 법인들을 회원으로 두고 있으며 경영 및 교육, 정치, 문화 등 여러 분야에서 활동하는 회원들이 참여하고 있다.
사회 고위층 출신인 여성들은 그 이하 계층 출신인 여성보다 노동 시장에서 더 높은 지위를 차지할 기회가 더 많다. 2015년에 발표된 한 연구에 따르면, 미국에서 최고경영자 등의 지위에 있는 여성들 중 94퍼센트가   경쟁 스포츠를 즐기며, 52퍼센트가 대학 졸업자라고 한다.

## 평등을 막는 장애물들

'일하는 아내'에 긍정을 표하는 미국 대중의 비율.

농경사회와 산업사회의 형성과정이 성역할의 구성에 영향을 주듯, 새로이 나타난 직업 과 산업 분야도 성(gender)에 영향을 받고 있다. 직업 환경에서 나타나는 성에 의한 영향은 다음과 같이 나타난다.
- 특정 분야에 진출하거나 연구에 임하는 것을 금지하거나 제한함
- 임금, 인사, 고위직 임명 등에서 차별함
- 아이의 아버지보다 어머니 쪽이 주양육자일 것으로 예상함

이러한 경향은 시대와 장소에 따라 다른 현상과 형태로 나타날 수 있으며, 여성 뿐 아니라 남성에게도 제약이 나타날 수 있다. 그러나 역사적 실례(實例)를 보면 사회규범과 실정법에 의해 특정 분야에 참여하지 못하도록 제한을 받아온 것은 여성들이었다. 따라서 인권법 및 관련 판례들은 여성들의 동등한 참여를 보장하는 방향에 집중했다. 위와 같은 장벽들은 숨은 편견에 의해 작동하는 미시적 불평등의 형태로 나타날 수 있다.
농업에 종사하는 여성들은 일터에서 빈번하게 성폭력을 겪는다. 이 분야의 여성 노동자들 중에는 미등록체류자들이 많으며, 이를 남성 동료나 상급자들이 약점으로 이용해 성적 착취를 가한다. 피해자들은 생업을 유지하기 위해 피해를 감내하는 경우가 많고, 미등록체류자 신분으로서 경찰에 피해사실을 신고할 경우 강제추방을 당할 수 있기 때문에 피해를 신고하기도 어려운 상황이다.

### 교육 및 훈련을 받을 기회

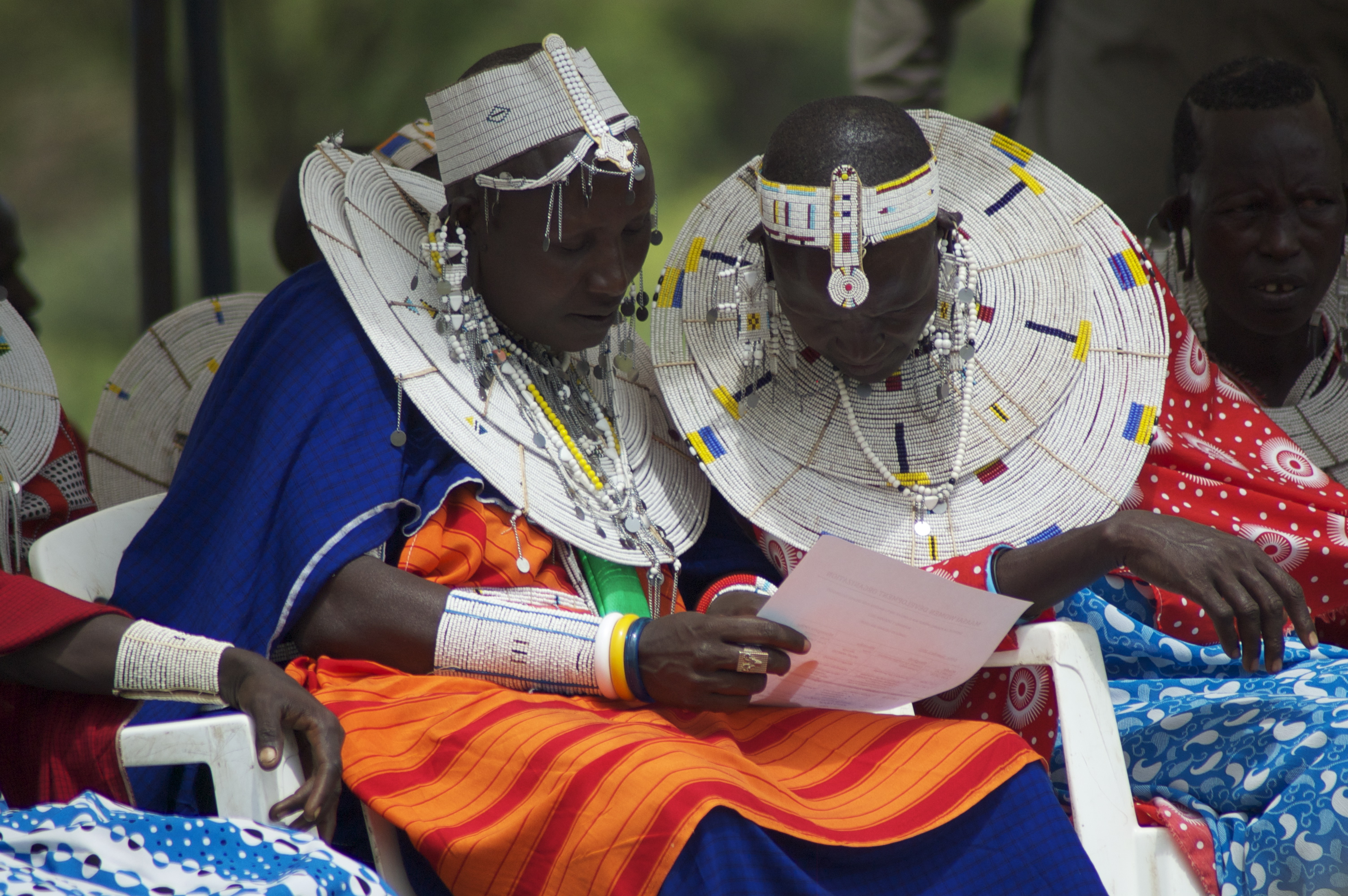
USAID 문맹 퇴치 행사에 참석한 마사이 여성들

19세기에서 20세기 사이, 기존의 직업들 중 고등교육과정 수료를 의무화하는 제도가 마련되고 관련 규제기관이 설립되어 통제가 이루어지는 등의 전문화 현상을 거친 직업들의 수가 증가했다. 여성들은 보통 고등교육에 접근할 기회가 제한됐기 때문에, 전문직업을 가질 기회 또한 제한되었다. 한 예로 케임브리지 대학은 1868년까지 여성의 입학을 금지했고, 1987년 기회균등을 위한 정책이 도입되기 전까지 여학생들에게 각종 제약을 부여하 학업에 지장을 주었다. 비슷한 시기에 서유럽과 미국의 수많은 기관들이 여성들에게 문을 열었지만, 개발도상국가 여성들은 여전히 고등교육을 받을 기회를 제한당했기 때문에 노동시장에 진출하는 데에 어려움을 겪었다. 제도에 의해 공식적으로 여성들에게 고등교육을 받을 기회가 열리더라도, 사회 관습에 의해 초등교육을 받을 기회부터 제한당하는 상황에서 여성들은 직업 선택의 자유를 완전히 누리지 못한다.
저소득 및 중간 소득 국가에서 이루어지는 국가 주도의 직업교육 및 경영교육은 고용증대와 자영업자 육성, 개인의 소득 향상을 목표로 한다. 위와 같은 교육 중 여성을 대상으로 한 교육과정의 효과성을 검토한 35개의 연구를 분석한 결과, 고용 및 소득 증대에는 다양한 변수가 작용했으며 이러한 교육이 영향은 적은 것으로 나타났다. 연구자들은 이러한 교육의 효과성을 높이려면 교육에 성평등 문제를 반영할 필요가 있다고 보았다.
UN식량농업위원회는 아프리카 여성들의 공식적 경제활동 및 대규모 사업에 대한 참여를 촉진하기 위해 경영 교육, 사업체 운영 훈련, 의식교육과 경제언어 교육을 할 필요성을 지적했다. 여성들의 교육수준이 낮을 경우, 여성의 경제활동이 비공식적 영역으로만 제한되기 때문이다.

### 자본에 대한 접근성

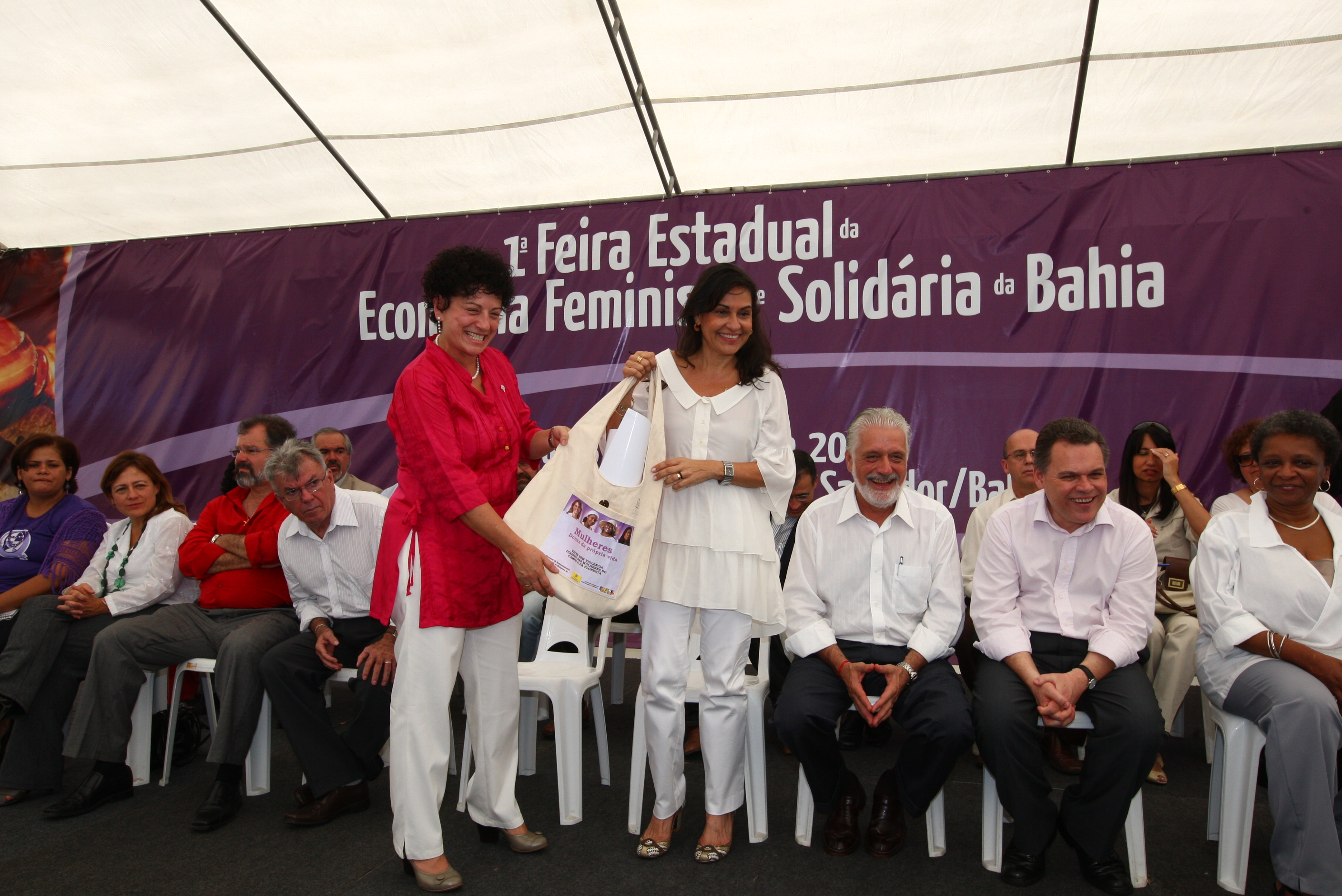
제1회 여성 경영인 회담에 참석한 브라질 바이아 주의 주지사

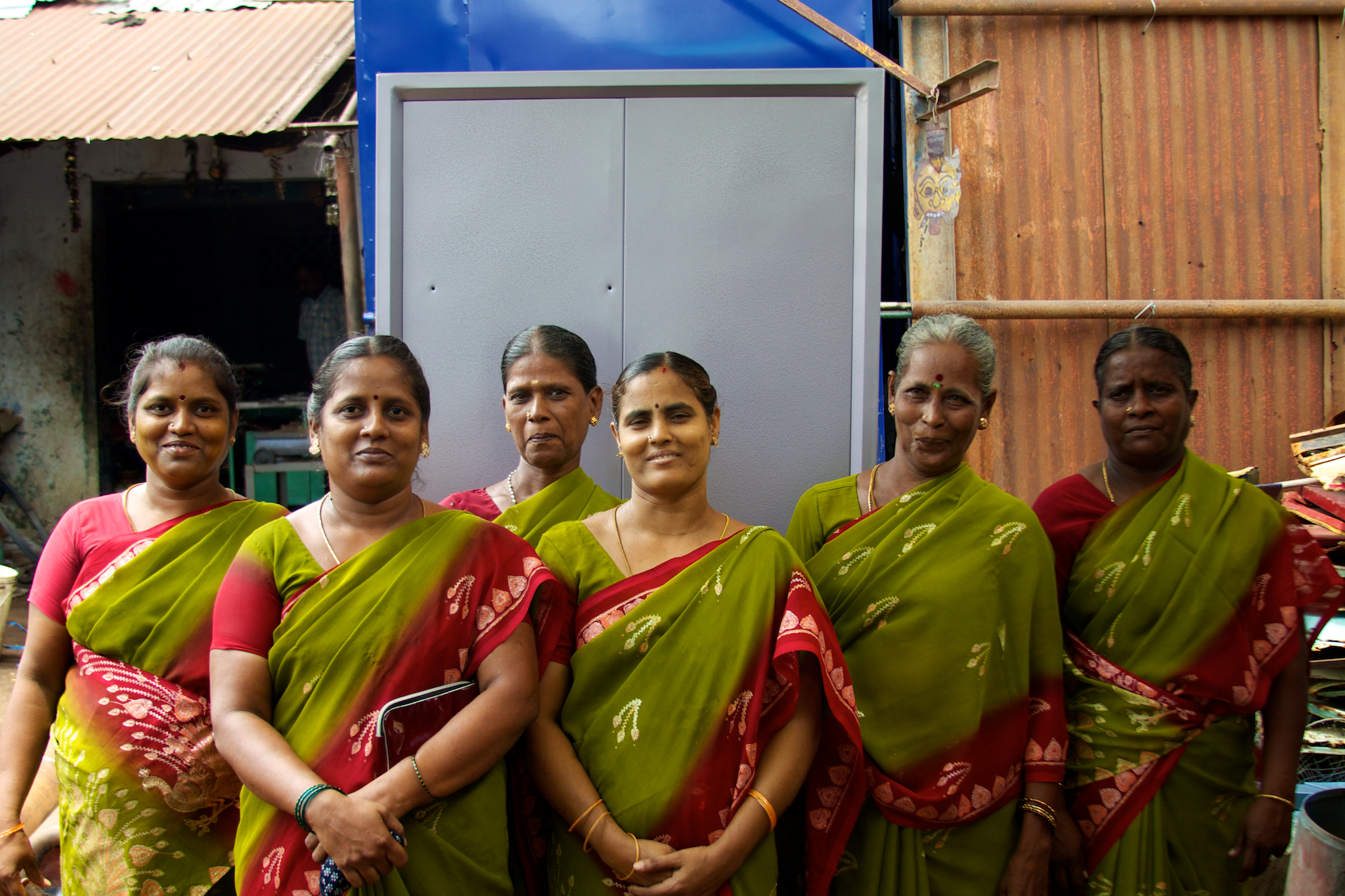
수납장 제조업체를 운영하는 인도 여성들.

여성들은 자본금에 접근하는 과정에서도 불평등을 겪기 때문에, 그를 요하는 기업 및 사업체 경영, 농장경영, 금융투자 등의 분야에도 진출하기 어렵다. 이러한 불평등을 벌충하고자 여성들을 대상으로 하는 정부 차원의 소액 융자 프로그램이 다양하게 마련되고 있으며, 스타트업이나 농장 경영 등에 도전하는 여성들을 지원하고 이를 통해 국가 경제의 도약을 도모한다. 조사에 따르면 세계 식량의 절반 이상이 여성의 손으로 생산되고 있으며, 아프리카 사하라 이남 지역과 카리브 해 지역의 식량 생산량 중 80퍼센트가 여성 노동에 의해 생산되고 있다. 이러한 노동은 가족의 생계를 유지하기 위해 이루어지는 것이 보통이기 때문에 노동의 결과로 얻은 재산은 법적으로 여성 노동자 본인이 아닌 남성 가족 구성원의 소유가 된다.
아프리카 여성들은 각종 금융 서비스와 부동산과 같은 법적 소유권이 인정되는 자산에 접근할 기회가 적다. 그로 인해 여성들의 투자율이 낮고, 여성이 대표인 중소기업체의 성장 또한 더디다. 여성들이 겪는 담보 제약을 완화하는 것이 여성 생산자들과 사업가들의 공식적 경제영역에서의 참여를 확대하는 방안이 될 수 있다. 남아프리카 여성들과 비공식적인 무역업(informal cross-border trad, ICBT)을 조사한 결과, 여성이 사업 자금을 마련할 때는 상업은행 혹은 정부차원의 지원보다 개인 저축금과 계모임에 의존하는 것으로 나타났다. 유럽투자은행은 2019년 말에 들어 아프리카 전역의 여성 사업가들을 대상으로 하는 대출 등의 지원을 확대하기 위해 쉬인베스트(SheInvest) 프로그램을 신설하였고, 투자금 10억 유로를 유치하였다. 또한 2022년 말 아프리카와 아시아, 라틴 아메리카 지역의 성차별 시정 투자를 지원하기 위한 자금으로 20억 유로를 추가로 조성하였다.

### 직장 내 성차별

2017년 각국의 여성 실업률 표시한 지도

남성과 여성은 자연적 특성이 다르기 때문에 서로 다른 일을 맡아야 한다는주장을 수평적 차별이라고 한다.
일터에서 발생하는 통계적 성차별은, 특정 조건의 노동자가 중도에 일터를 떠날 것이라고 무의식적 단정하여 일어나느 의도치 않은 차별의 결과로 나타난다. 고용주들은 여성 노동자들을 볼 때 자녀가 생겨 중도에 일을 그만두거나 아이를 돌보느라 근무 시간이 짧을 것이라 예상하는데, 이러한 생각이 여성들의 직업적 성취를 가로막게 된다. 여성 노동자들은 직장을 떠날 가능성이 크다고 여기면서 진급의 기회를 적게 주거나, 승진 기회가 적은 직책 혹은 업무를 주는 등의 경향이 그러한 선입견에 의해 초래된다.
동일임금에 대한 법률이 존재하더라도, 다른 변수들을 배제했을 때 여성의 평균 소득은 남성에 비해 낮은 것으로 나타난다.
《인종, 계급, 성의 인류학》에 따르면, 현대 사회의 여성들은 남성들보다 경제적 불이익을 겪을 위험이 높다. 통계적으로 여성들은 동일한 자격과 조건을 지니고서 동일한 일에 종사하더라도 남성들보다 낮은 보수를 받는다. 미국 노동부 통계자료는 여성들이 성별에 의해 직업 상의 차별을 겪고 있음을 드러낸다. 상기의 책에서는 "여성들의 임금은 남성들의 임금보다 불안정하며, 남성보다 수입이 급락하는 위험을 더 많이 안고 있다"(Kennedy 2008)라고 서술하고 있다. 저자인 마거릿 L. 앤더슨은 남녀 간 임금 격차를 여러 근거를 들어 입증한다. 여성은 남성보다 경제적인 위기와 실업 위기에 빈번하게 노출되고, 남성과 똑같은 경력과 교육수준, 능력을 지니고다 공직이나 요직에 진출할 기회가 주어질 때마다 개인 사생활과 직업 생활 사이의 균형을 고민하며 갈등을 겪는다. 미국 합동경제위원회에 따르면 가정을 부양하는 여성들의 실업률은 지속적으로 상승하여 국가 평균 실업률을 넘어섰으며, 기혼 남녀의 실업률보다 두 배 가까이 높다.(2009) 즉 가정을 부양하는 비혼 여성이 기혼 남녀보다 경제적 불이익에 더 취약하다. 여성의 실업률을 남성읠 실업률과 비교하면, 독신 여성들이 성차별에 더욱 노출되고 있음이 드러난다. 앤더슨은 "비우량 주택담보대출(서브프라임 모기지)을 받은 여성의 비율이 남성에 비해 32퍼센트 높기 때문에 (여성의 3분의 1, 그리고 남성의 4분의 1이 비우량 주택담보대출을 받았으며, 남녀 간의 격차는 소득계층이 높을 수록 더 벌어진다.) 작금의 압류사태는 여성들에게 더욱 위협적이다 (Anderson 265)" 라고 서술했다. 남성과 여성 사이의 경제적 격차는 여러 통계 자료에 의해 드러나며, 이를 바탕으로 남성이 여성보다 노동자로서의 혜택을 더 받고 있음을 유추할 수 있다. 결론적으로, 여성들은 자신의 성별 때문에 차별을 겪고 있으며, 성차별적인 고용주들이 여성에게 경제적 어려움을 안겨주고 있다.
성차별은 남녀의 노동환경과 업무를 구분지으며, 이는 불평등한 성별격리로 이어진다. 성별 격리는 성별에 관련한 한 문화의 관념과 기득권을 유지하려는 남성들의 노력의 산물로 설명된다. 특정한 성과 특정한 일에 관한 문화적인 관념은 성별에 대한 고정관념을 부각시키고, 이러한 성별 고정관념을 유의미하게 여기는 문화에서는 개개인을 성별을 바탕으로 규정하며 성 역할에 대한 고정관념을 강화한다. 성별 고정관념을 실제 성과 결부시킴으로써 특정한 일과 직업에 "남성의 것", "여성의 것"이라는 인식표가 붙고, 결과적으로 성별에 관련된 문화적인 관념으로 인해 여성들이 일터에서 마주하는 불평등이 초래된다. 동서양의 여러 문화권에서 남성이 여성보다 우월하다고 여기며 의무와 권리를 차별적으로 부과하고, 임금 또한 차별적으로 지급한다. 또한 여성을 보호해야 할 대상으로 여기면서 여성에게서 일할 기회를 박탈한다.
성차별은 또한 남성들이 직장에서 지닌 기득권을 보호하려는 과정에서도 유발된다. 전통적으로 남성중심적이었던 분야에서 여성이 두각을 드러내면 '남성성'은 일에 필수적인 요소가 아니고 되고, 여성들이 직장에서 동등한 처우를 받게 되면 가정과 정치, 사회에서 남성들이 누리던 특혜들이 줄어들 수 있다. 따라서  일부 남성들은 여성들을 일터에서 몰아내려는 시도를 한다.

### 여성 당사자들의 행동
노동자들은 직업이 비슷한 다른 노동자들과 사회적으로, 그리고 공간적으로 동질적인 집단을 이루는 경향이 있으며 이를 노동자 군집화(employee clustering) 과정이라고 한다. 여성들 또한 소득이 비슷한 다른 여성들과 무리를 짓게 되며, 주위 여성들이 받는 보수가 자신의 보수와 비슷하면 자신이 평균적인 대우를 받고 합당한 보수를 받고 있다고 믿는다. 일부 여성들은 성차별에 대한 의식이 부족하여 동일한 조건의 남성 노동자보다 적은 임금을 받더라도 그에 만족한다.
여성이 남성과 비교했을 때 타인과 대립하는 태도나 강한 태도를 적게 드러내는 것도 불평등에 영향을 미친다. 즉, 임금인상을 요구할 때 남성이 여성보다 더욱 공격적으로 임하기 때문에 임금 격차가 심화되는 측면이 있다. 이는 아주 어릴 때부터 서로 다른 성 역할을 학습히가 때문이다. 성인으로 치면 일터와 유사한 환경이라고 할 수 있는 교육환경에서, 학령기 남아와 여아는 비슷한 수준의 적극성과 수동성을 보인다. 그러나 남아는 학교생활과 체육활동 등에서 경쟁적이고 타인을 지배하는 태도를 가지라는 주위의 압력을 더 받으며, 여아들은 "이기는 것이 가장 중요하다" 같은 태도는 그만큼 강조받지 ㅇ낳는다. 이러한 사회화 과정에서의 차이가 여성으로 하여금 일터에서 인정받고자 하는 욕구를 덜 드러내가 만든다.
성별임금격차를 강화하는 또 다른 문제는 자녀 문제로 경력단절을 감수하고, 직장을 떠나는 시간이 남성에 비에 여성에게 더 길다는 점이다. 같은 시기, 같은 직책에 있는 남성들은 경력을 유지하여 승진기회를 얻거나 임금 인상을 받는 한는다. 한편 일터를 떠났다가 다시 직장으로 복귀하는 여성들은 경력단절을 겪지 않은 동료보다 더 낮은 임금이나 지위를 제안받는다.

### 성별 격리

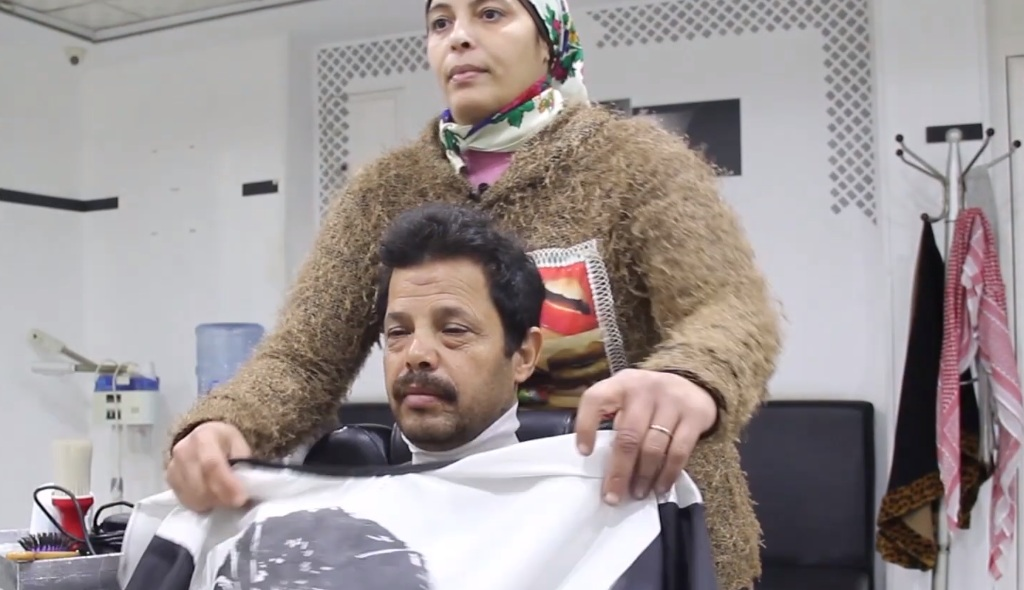
이집트의 무슬림 여성 이발사. 이 이발사는 이집트 사회의 규범과 전통에 맞서고 그를 극복하려 하고 있다.

성별 격리는 일터에서 일어나는 성차별의 한 형태로, 남녀에게 서로 다른 과업을 부과하거나, 같은 과업을 하더라도 시공간적인 환경을 달리하는 것을 말한다. '남성은 농업에, 여성은 가사에' 라는 역사적인 성별 격리의 형태는 여성들이 가정 밖에서 직업을 얻을 수 있게 된 이후에도 이어지고 있다. 남성은 자신이 남성이기 때문에 자신에게 주어진 권위가 정당하다고 여긴다. 남성이 지배적인 산업은 여성이 그의 족적을 남기지 못하게 하면서 '이 일은 남성의 일'로 여겨지도록 한다.  남성의 "남자다운 행동"은 여성의 입지를 약화시키고, 한편으로 여성이 그른 인내하게 압박한다. 여성 격리의 또 다른 형태는 남성지배적 문화의 규범화이다. 남성은 육제적으로 더 강하다는 이미지를 뒤집어 쓰고 자신의 직업세계에 들어오려는 여성을 가로막는다. 여성은, 특히 전통적으로 남성중심이었던 분야에 몸담고 있는 여성은 "젠더 수행"이라는 개념을 몸소 체험하게 되며, 남성들의 언행을 보며 남성성의 유동적인 측변을 말견하게 된다. 여성주의 관점에서, 남성의 성은 직업세계에서 이점으로 작영하고 여성의 성은 불리함으로 작용한다. 한편 성별격리는 여성과 남성의 서로 다른 직업을 선택하는 결과로 나타날 수 있다.
기술적(記述的) 성 고정관념이 여성이 지닌 특질을 강조하는 한편, 규범적 성 고정관념은 여성이 지녀야 할 특질에 대해 강조한다. 전자는 직장내 차별을 야기하고, 후자는 여성 전반에 대한 차별을 강화한다. 규범적 성 고정관념을 위반한 여성은 더 한 차별을 겪게 된다. 즉 관습적으로 남성성을 요한다고 간주되는 일을 여성이 수행할 경우, "여성적이지 못하다"라는 이유로 징벌적 성격의 차별이 가중된다는 것이다.

## 사회 계층별 성차별의 양태

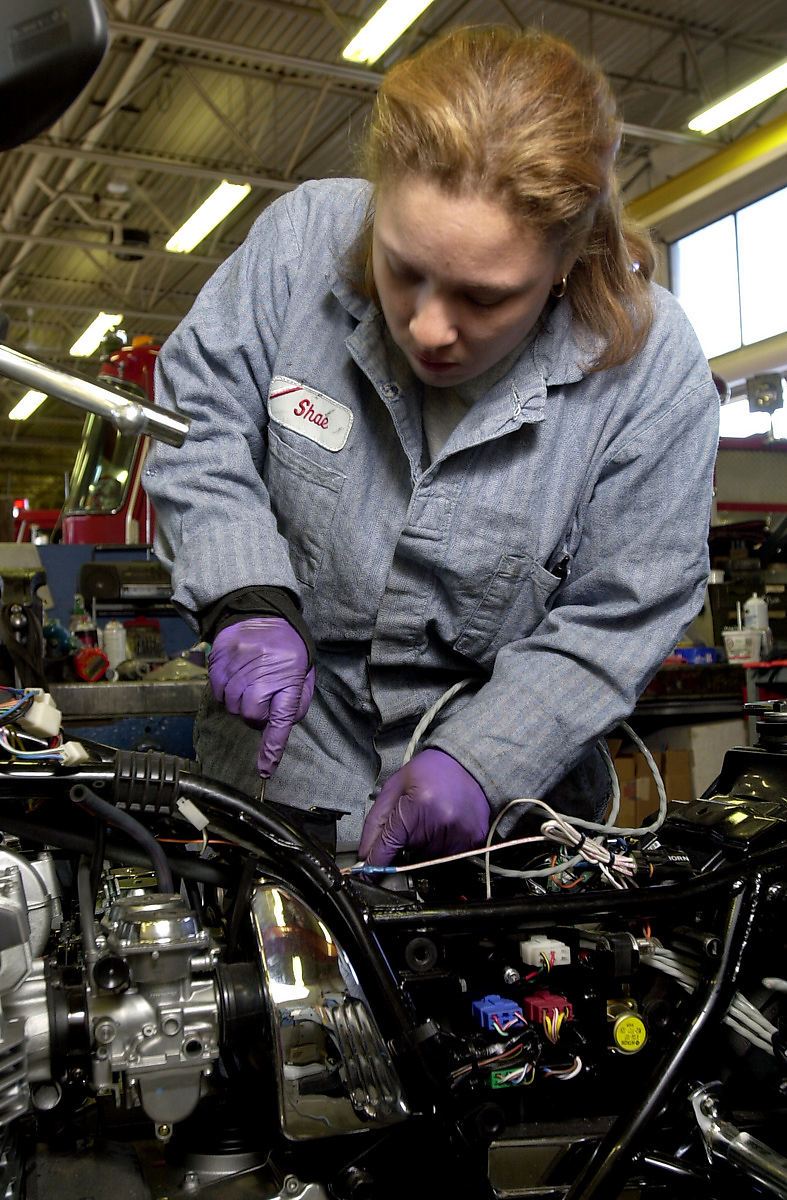
오토바이를 수리하는 미국의 여성 정비사.

지난 50년 동인 미국 등 산업화를 거친 국가들은 성평등을 이룩하기 위한 큰 변화를 겪었다. 1960년대 여성주의 인권운동을 계기로 노동에 참여하는 여성의 수가 크게 늘었다. 여성 노동자 수는 제2차 세계대전 때에도 남성 노동자의 대체인력으로서 참여하며 크게 증가했지만, 1960년대 후반 공식적으로 기록된 여성 노동자의 증가 수는 남성 노동자들과 별개로 여성들이 순수히 노동시장에 진입한 증가치를 나타낸 것이다. 한편 외벌이에서 맞벌이로 가계를 유지하는 것이 보편화된 것 또한 전후 산업사회의 사회경제적 계층구조를 극적으로 변화시켰다.

### 중상류층에서의 변화
근래에는 남녀 모두 계층 이동성이 정체된 상태이지만, 지난 50년 동안 여성의 노동참여는 계층 이동성을 확대한 주요요인이었다. 중상류층 가정의 여성 자녀들은 고등교육을 받을 기회가 늘었고, 직업상의 평등이 보장되면서 높은 보수와 사회적 지위가 주어지는 직업을 과거보다 더 많이 얻을 수 있게 됐다. 또한 피임 기술이 크게 발달하면서 상류층 여성들은 결혼 및 자녀 계획을 미루고 학업이나 경력개발에 전념할 수 있게 되었다. 뉴델리에 위치한 비영리기관 삭시(Sakshi)에서 2001년 공공기관 및 사기업 소속의 노동자 2,410명을 대상으로 진행한 직장 내 성폭력 관련 조사에 따르면, 인도 5개 주에서 응답자의 53퍼센트가 (남녀 모두) 직장에서 불평등을 겪고 있다고 답했다. 또한 여성 응답자의 50퍼센트가 동료나 사용자로부터 불공정한 대우를 받고 있으며, 59퍼센트가 성차별적인 발언이나 농담을 들은 적이 있고, 32퍼센트가 직장에서 여성을 폄하하는 화상이나 문자 표현물에 노출된 적이 있다고 답했다.
IT 업계는 다른 분야에 비해 여성에게 공평한 임금을 지급하는 편이고, 기술 기업 노동자들 중 여성이 차지하는 비중이 큰 편이다. 그러나 그것이 여성에게 공정한 경쟁을 보장한다는 뜻은 아니다. 일례로, 미국 마이크로소프트 사는 관리자가 직원에게 보낸 전자메일로 인해 쟁송에 휘말렸다. 해당 관리자는 메일에서 자신을 "아마주어 부인과 의학 클럽 회장"으로 지칭하고, 수신자인 고소인을 "스판덱스 여왕"이라 지칭하여 성적 모욕을 준 것으로 알려졌다. 여성을 향한 성적 괴롭힘은 이러한 디지털 매체를 매개로만 일어나지 않는다. 1999년, 주노 온라인의 최고 중역들은 자신과 교제하던 피해자에게 관계를 끊으면 해고하겠다는 협박을 하였고, 그로 인해 현재 퇴직자 신분인 피해자 두 명에게 고소를 당했다. 2001년 1월 맨해튼의 인터넷 TV네트워크 사인 슈도 프로그램즈(Pseudo Programs)는 남성 직원들이 여성 직원들을 "bimbo(성적으로 매력적이지만 머리가 나쁜 여자를 뜻하는 비칭)"로 부르고, 인터넷에 있는 성적 표현물을 여성 직원들에게 보도록 강요한 일로 고소를 당했다. 인도의 한 회사에서는 임원 승진 심사에서 여성 직원들을 차별하였으며, 임신한 여성은 채용을 피한 사실을 인사관리자들이 인정하기도 했다. 또한. 인도 IT 업계는 남성중심적이라는 인식이 강하여 여성 노동자의 수도 상대적으로 적은 것으로 나타났다. 아파르나 자인(Aparna Jain)은 고위 관리직 등 요직에 있는 인도 여성들 200명을 대상으로 직장생활에서 겪은 고충에 대해 취재한 결과 86퍼센트가 성적 괴롭힘을 겪은 적이 있다고 응답했음을 자신의 저서(Own It: Leadership Lessons From Women Who Do)에서 밝혔다.  같은 책에서 저자는 여성들이 겪는 편견과 괴롭힘, 성적인 위해, 자녀 문제가 경력이 미치는 영향에 대해서도 논했다. 한편, 최근 인도 IT 업계의 한 저명 인사와 타지(Taj) 그룹의  CEO인 라케쉬 사마(Rakesh Sarna)가 성폭력 가해로 고발되어 인도 사회에 충격을 주었다. 또한 인도 에너지 자원 연구소(The Energy and Resources Institutie, TERI)의 라젠트라 K. 파치우리(Rajendra K. Pachauri)가 연루된 성추문은 제도적 구조가 어떤 방식으로 성적 괴롭힘을 용인하고 배양하는지를 보여주는 예시가 되었다. 한편 이 업계에서 여성의 역할을 획대할 방안으로 교육제도 개선이 제안되고 있다.
인도 대법원은 바이샤카 대 라자스탄 고등법원 판결(1997)에서 성적 괴롭힘을 여성 노동자들이 누려야 할 평등의 권리를 침해하는 것이라 밝혔고, 성적 괴롭힘의 정의(定義)를 넓혔으며, 직장 내 여성들을 주변화하는 비가시적 권력구조에 대한 주의를 환기했다. 이 판결은 여성에게  적대적인 노동환경은 노골적으로 성접대를 요구하는 것과 다르지 않다고 지적하며, "성적 괴롭힘은 상대방이 원치 않는, 성적 의도가 담긴 노골적 혹은 은유적 언행을 말하며, 신체적인 접촉 및 물리적 위협, 성적인 것을 요구하는 행위, 성적인 의도가 담긴 호칭 사용, 성적인 화상을 보여주는 등의 신체적·언어적
언어적인 성적 행위 일체"라고 표현하였다. 또한 이 판결은 직장이 일과 휴식, 건강과 위생 측면에서 적절한 노동환경을 제공하여 여성들에게 적대적인 노동환경을 개선하고, 차별을 느끼지 않도록 시정해야 한다고 명했다.
이 판결로 노동자의 안전에 대한 책임 소재가 고용주에게 있음이 명확해졌으나, 인도 내 중소기술기업 다수가 아직까지 반성폭력 사규를 마련하지 않은 상태이다. 법무법인 찬단의 대표 K.찬단(K.Chandan)은 "IT업계 고객들에게 반성폭력력 규정의 필요성을 대해 지적해도 이를 가볍게 듣거나 무시하는 경우가 많다. 그 정도로 이 주제를 중요하게 여기지 않는다" 라고 실상을 말했다. 인도의 한 유력 기술기업 소속 인사관리자는 "이전에 반성폭력 사규 제정을 사측에 제안했으나 거부당했다. 이 판례를 근거로 제정에 힘을 실으려 한다"라고 밝혔다. 또 다른 유력 기업의 플래그십 회사 인사담당자는 고충에 대한 배상제도는 있지만 반성폭력 사내 규정은 없다는 모순적인 현실을 밝현다. 이러한 해이한 분위기는 성적 괴롭힘이 무엇인지 정의하고, 이를 예방하고 제재하기 위한 직장 내 행동강령을 제시한 대법원의 결정에 어긋난다. 한편 인도 대법원이 제시한 행동 강령은 다음과 같다.
"고용주 및 공공기관 등 단체의 책임자들은 다음의 사항을 따라야 한다. 첫째, 성적 괴롭힘을 명시적으로 금지하고 그를 전 직원에게 알린다. 둘째, 민간 고용주는 1946년 공포된 산업고용법에 근거하여 사내 규정에 성적 괴롭힘을 금지하는 내용을 포함하여야 핬다."
이를 위한 고충처리위원회는 과반 이상이 여성으로 구성되어야 하며, 성폭력 사안 처리업무에 적합한 비영리기관 등 외부 기관의 소속인을 포함해야 한다. 신고된 성폭력 사안이 관련 규정을 위반한 것으로 판명된 경우 그에 대한 적합한 시정 조치가 이루어져야 하며, 형법상 범되로 판단될 경우 고용주는 관련 기관에 이를 신고해야 할 의무가 있다.
그러나 삭시가 진행한 설문조사에서는 여성 응답자의 58퍼센트가 이러한 대법원 지침을 사측이 안내한 적이 없다고 답한 것으로 나타났으며, 어슈어컨설팅닷컴(AssureConsulting.com)에서 IT 업계 종사자들 수백 명을 대상으로 한 무작위 조사에서는 관련 법률이나 사내의 성적 괴롭힘 금지 규정을 알고 있다고 답한 응답자가 10퍼센트도 되지 않는다는 충격적인 결과가 나타났다. 이에 더해 인사관리자들 중 일부는 앞서 언급한 대법원의 행동강령이나 국가여성위원회가 내놓은 직장 내 반성폭력 법률 원안의 내용을 잘 모르는 것으로 밝혀졌다.
이렇다보니 사내 성폭력 사건들 대부분이 신고되지 않은 채로 무마되는 것도 놀랄 일이 아니다. 사내 성폭력 사건에 얽힌 복잡한 요소를 고려할 때, 반성폭력 규정을 마련하는 것은 문제 해결의 첫 걸음일 뿐이며 그것만으로 직장 내 성폭력을 일소할 수 있는 것은 아니다. 아셀러레이트 테크놀로지(Iceerate Technologies)의 인사관리자 사비타는 "우리 회사에는 사내 성폭력 방지에 관한 규정이 있고 전 직원이 그에 대해 인지하고 있으며, 회사는 성폭력 사건에 대해 철저한 불관용 원칙을 관철하여 처리할 것이다. 문제는 집에서 새는 바가지가 밖에서도 샌다는 점이다"라고 말하여, 직장 내 성폭력의 근본적인 원인은 여성차별적인 사회적 분위기에 있음을 간접적으로 표현했다. 성에 대한 검열적인 태도와 여성의 순결을 중시하는 보수적인 사회 분위기 때문에 피해자들은 '품행이 단정치 못한 여자'로 낙인찍히는 것을 두려워 하며, 피해사실을 알려 타인의 이목을 끄는 것을 꺼리게 된다. 성폭력에 대한 불관용적인 규정을 마련한 기관에서조차도, 피해자들은 사건을 공론화하는 대신 조용히 직장을 떠나 사건을 없던 일로 덮는 경향을 보인다. 찬단은 이에 대해 "정확한 통계를 낸 것은 아니지만 법률지원을 하는 입장에서 내 경험을 보면 1,500건 중 한 건 꼴로만 신고가 된다" 라고 말했다. 이러한 현실을 타개하기 위해 여성 당사자들이 목소리를 높여야 하지만, 피해자들에게 우호적이지 않은 사회 분위기가 당사자들을 침묵하게 만든다. 또한 피해자에게 지우는 사회적 낙인과 지난한 소송절차가 피해자 여성들의 입을 막고 있다. 찬단은 "소송 하나가 마무리 되는 것만 3년에서 5년이 소요되고, 은폐됐던 사건인 경우 증거 수집도 어려우며, 최종판결이 피해자의 손을 들어준다는 보장도 없다. 이 때문에 내가 맡은 사건의 피해자 중 하나는 가해자와 합의하는 걸 선택하기도 했다"라고 토로했다.

### 노동계층에서의 변화
저임금 노동에 종사하는 여성들은 그렇지 않은 여성들보다 임금차별을 더 많이 겪는다. 노동계층 여성들은 같은 위치에 있는 동일 계층의 남성보다 훨씬 적은 보수를 받으며, 고소득층 여성들과 비교했을 때 배우자가 가사에 협조하는 정도도 매우 낮다. 고등교육을 받지 못한 여성들 다수가 노동시장에 들어와 노동력의 공급량을 증가시키면서 인건비가 전반적으로 낮아지고, 취업시장 경쟁률 또한 상승했다. 남성의 소득이 낮아지고 피임기술이 발달하면서 저소득층 여성들의 결혼 전망도 어려워지고 있다.
여성의 사회경제적 계층화가 남성과 마찬가지로 급격하게 진행된 결과 중상류층과 하류층 사이의 불평등이 심화되고 있다. 여성주의 운동 이전에는 한 가정의 사회경제적 지위가 남성 배우자 또는 아버지의 지위로 결정됐다. 오늘날에는 좋은 직업을 가진 남성이 좋은 직업을 가진 여성을 배우자로 선호하기 때문에, 고소득층은 고소득층끼리, 저소득층은 저소득층끼리 결혼하는 경향이 나타난다. 이로 인해 경제적 양극화가 가속되고 있다.

## 여성의 노동참여에 영향을 주는 요인
2008년영국 의학 저널에 발표된 연구에 따르면, 남성들과 비교했을 때 여성들은 단시간 병가을 46퍼센트 더 사용했으며, 단기간 병휴직은 3배 가량 많이 사용했다. 60일 이상 병휴직을 사용하는 경우에는 남녀가  비슷한 수준으로 사용하였다.
여성 노동인구가 3배 이상 증가하면서, 남녀 모두 자녀 혹은 아픈 가족을 돌보는 데에 어려움을 겪고 있다. 한편 미국은 1993년 가족돌봄 및 질병치료를 위한 휴직에 관한 법률을 제정하였고, 이에 따라 노동자는 연간 최대 12주의 휴가를 사용할 수 있도록 하고 있다.

### 의약품의 영향
여성들이 오랜 기간 노동시장에 적극적으로 진입하지 못했던 주된 이유 중 하나는 자녀 임신 및 출산에 따른 신체적 제약 때문이다. 피임약 기술이 발달하고 캐서린 맥코믹(Katherine McCormick) 등의 여성 운동가들이 끊임없이 투쟁한 결과 미국 여성들은 1960년대에 이르러 피임약을 사용할 수 있게 되었으며 곧 전세계 여성들이 피임약에 접근할 수 있게 됐다. 오늘날 여성들은 자녀를 가질 시기를 조절할 수 있게 되었고, 따라서 자신의 삶에 대한 통제력도 커졌다. 이는 여성의 삶 뿐 아니라 남성의 삶 또한 바꾸었다. 롭 노턴(Rob Norton) 자신의 글에서 피임약의 보편화가 남녀 관계 전반에 일으킨 두 가지 변화를 언급했다. 하나는 여성들의 교육 기회와 진로 개발에 일어난 직접적은 변화로, 피임약을 활용하여 지금 받고 있는 교육과정을 마치거나 직업 상의 목표를 성취할 때까지 임신을 미룰 수 있게 된 것이다. 다른 하나는 결혼을 하거나 가족을 이룰 계획이 있는 남녀 모두에게 일어난 간접적인 변화로, 남녀 모두 장래에 배우자를 찾지 못할 수도 있다는 걱정을 덜고 직장생활 등 개인의 성취에 집중할 수 있게 된 것이다.

#### 가정친화적 사내 정책의 미비
2000년대에 들어 미국 여성들의 노동참여가 감소한 이유 중 하나는 일터에 가정친화적인 정책이 미비한 점 때문이다. 유급육아휴직제도가 전 세계적으로 정착하고 확대되는 가운데 미국은 이에 관련한 개선이 나타나지 않고 있다. 아일랜드는 26주의 유급휴직을 보장하고, 중국은 14주의 유급휴직을 보장하는 것과 비교된다. 미국 여성들은 다른 국가의 여성들보다 직장에서 높은 직책에 오르는 경우가 많은데, 이는 출산휴가 및 육아휴직을 적게 사용하고 그만큼 직장에서 경쟁력을 얻어가기 때문이다. 그러나 직장에 가정친화적 제도가 미비한 현실은 일하는 여성과 그 자녀들의 정신적 건강에 해를 끼치며, 결과적으로 여성의 노동 참여를 위축시킬 뿐만 아니라 남성의 삶에도 악영향을 준다.

### 출산
여성의 노동참여는 출산의 감소와 연관이 있을 수 있다. 각국 전문가들이 참여한 연구결과에 따르면 출산 문제에 영향을 가장 크게 받는 연령대는 20세부터 39세의 여성이었지만, 그보다 연령대가 높은 여성들 또한 적지 않은 영향을 받고 있는 것으로 나타났다. 한편 UN의 자료에 따르면 일 자체를 목적으로 하여 일을 하는 여성보다 경제적인 이유로 일을 하는 여성들의 출산율이 더 높은 것으로 나타났다.
여성 고용은 둘째 자녀 계획과는 부정적인 상관관계를 보이며, 이는 첫째 자녀 계획에서 나타나는 것과는 반대된다.
이와는 별개로 OECD 회원국 전반을 보면 여성의 노동참여가 늘어날 수록 출산 또한 증가하는 경향이 나타난다.
인과관계 분석에 따르면 출산율이 여성의 노동 참여에 영향을 미치는 정도에 비해, 여성의 노동 참여가 출산율에 영향을 미치는 정도는 적은 것으로 나타났다.
교육 및 건강 등 돌봄 분야에 종사하는 여성 노동자들은 다른 분야의 노동자들보다 이른 나이에 자녀를 갖는 편이다. 이는 자녀돌봄과 일을 병행하기 위해 일과 삶의 균형이 비교적 잘 유지되는 직업을 선호하는 여성들이 위와 같은 직업을 선택하기 때문인 것으로 설명된다.

## 여성노동의 역사

### 18세기
러시아의 예카테리나 보론코바-다시코바는 세계 최초로 국립 과학 아카데미의 여성 회장으로 취임하였으며, 유럽 최초의 여성 정부 요인이자 러시아 아카데미의 초대 총재였다.

### 19세기
여성들은 고대부터 농업에 종사하였으며, 현제도 농업에 종사하는 여성들이 전세계에 존재한다. 18세기 말부터 19세기 초에 일어난 산업혁명은 유럽 등 서방 세계에서 "일"의 개념을 바꾸었다. 임금 혹은 월급을 받기 위해 일하는 것이 도시 생활의 한 부분이 된 것이다. 산업혁명 초기에는 무거운 석탄수레를 운반하는 등의 탄광 노동과 같은 중노동에도 여성과 아동 노동자들이 종사하였다. 이후 정부가 제재를 가하고, 1842년 광산법이 제정되면서 이러한 모습은 사라졌다. 이 광산법은 노동 현장을 규제하기 위한 정부의 초기 정책 중 하나로 꼽힌다..
방직 공장과 기계 및 각종 제품 조립 공장에서 일하는 여성 노동자 수는 19세기 동안 꾸준히 증가하였다. 여성들은 또한 화훼, 농작물 및 각종 물품을 파는 행상인으로 일했으며, 런던의 노동자 거주지역에서 작은 가축들을 길렀다. 품삯을 받고 뜨개질이나 자수, 실잣기 능 바느질 일을 하는 것은 19세기 여성들이 가장 많이 하던 노동이었다. 이러한 노동은 작업시간이 매우 긴 반면 보수가 매우 적었기 때문에, 이 일로 생계를 유지하려면 하루에 14시간 가까이 일을 해야 했다. 남편이 부상이나 질병으로 가족을 부양할 수 없게 되는 상황을 대비해 일을 하는 여성들도 많았다.. 산업재해보상보험 제도가 없었던 빅토리아 시대에는, 남편의 수입이 없어진 상황에 처하면 온 가족이 구빈원으로 보내졌기 때문이다.
이 시기에도 여성에 대한 임금차별은 존재했다. 1906년 영국 정부의 조사에 따르면, 공장에서 일하는 여성은 주간 임금으로 11실링 3펜스에서 18실링 8펜스를 받은 반면 남성은 25실링 9펜스를 받았다. 한편 사용자들은 "고강도 육체노동을 요구할 때 남성보다 설득하기 쉬워서" 여성을 채용하기를 선호했다. 공장에서 일하는 여성들에게 아이를 돌볼 사람을 구하는 것은 필수적이었고, 이를 위한 지출 또한 컸다. 임신한 여성 노동자는 출산 직전까지 일을 하고, 해산 후 몸을 가눌 수 있게 되면 바로 일에 복귀했다. 1891년 여성노동자들에게 4주 간의 무급 출산휴가를 주는 법이 통과됐지만, 강제성이 없었으며 대부분은 무급휴가를 사용할 수 있을 만큼 경제적으로 여유롭지 않았기 때문에 혜택은 거의 없었다.
일하는 여성 인구를 최초로 조사한1870년 미국 인구 조사는 당대 여성들에 대해 짧지만 흥미로운 사실을 보여준다. 통념과 달리 19세기 미국 여성들 대다수가 가정주부로 살거나 저임금 노동을 하며 혹사당한 건 아니라는 사실이다. 전체 노동인구 1,250만 명 중 15퍼센트인 180만 명이 여성 노동자였다. 공장 직공의 3분의 1이 여성 노동자였으며, 양재, 모자제작, 재봉업 등 의류업에과 교육에 종사하는 여성들의 수는 그보다 더 많아서 교사 중 3분의 2가 여성이었다. 금속제련(495명), 광산(46명), 제재소(35명), 축산(45명), 총기 및 자물쇠 수리(33명), 수렵(2명) 등 예상 밖의 일을 하는 여성들도 있었다. 참고로 기존의 연구 범주에서는 수많은 여성들이 종사해 온 자영업 및 가족 사업에서의 노동은 적게 추산됐다.

### 20세기

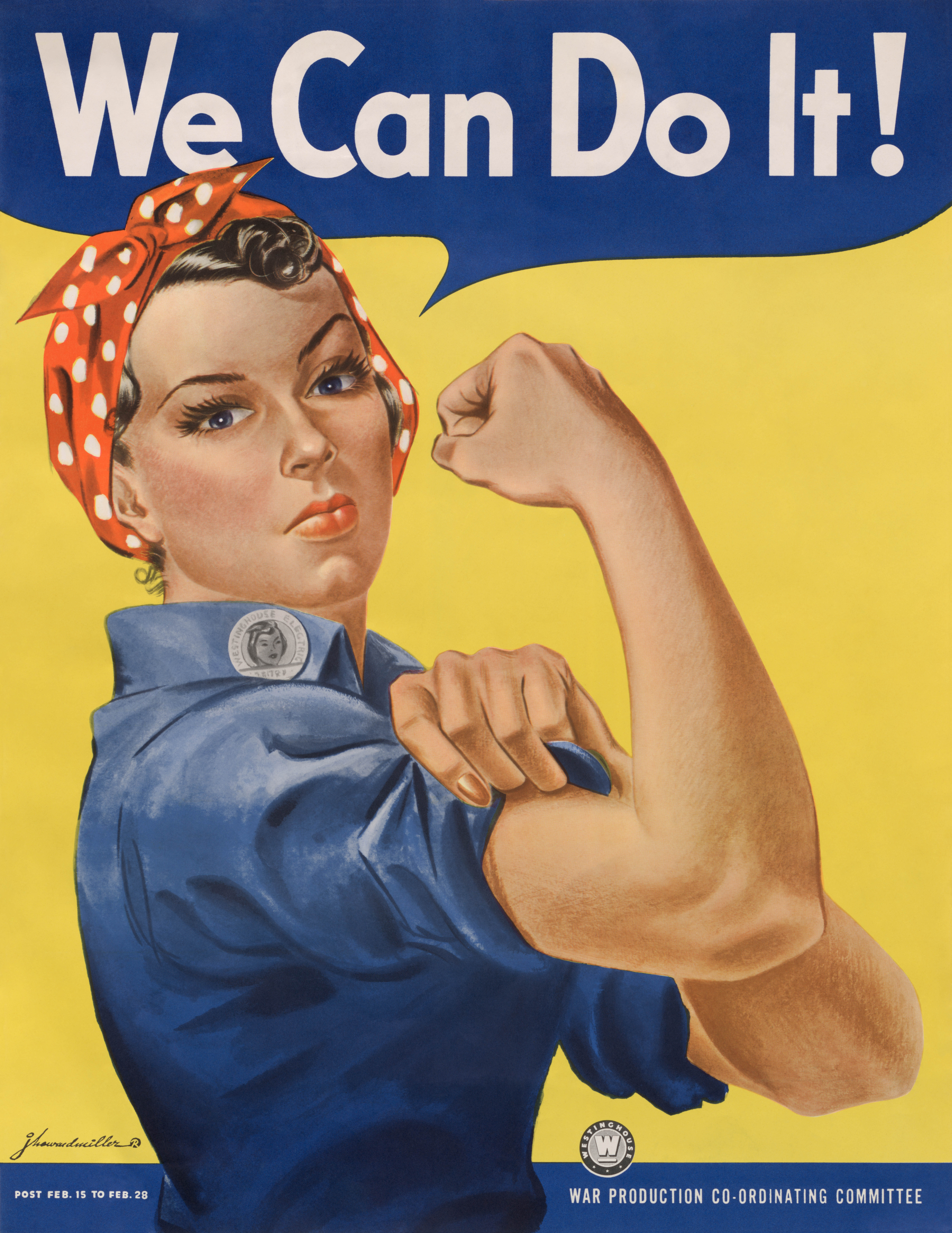
"리벳공 로지"의 이미지는 제2차세계대전 중 여성들의 노동참여를 독려한 미국 정부의 노력을 보여주며, 나아가 여성 노동자 전체, 사회적 장벽과 싸우는 여성의 이미지로 활용되며 초기 여성주의의 메시지를 대표하게 됐다.

20세기 초, 사회가 여성에게 부여한 역할은 '도덕의 수호자'였다. 여성은 남성보다 고운 심성을 지녔으므로 유순하게 행동해야 한다는 기대가 일반적이었으며, 일을 하거나 돈을 버는 것은 여성의 역할이 아니었다. 가족을 경제적으로 부양하는 것은 남성의 일이고, 여성의 일은 순수함을 지키며 살다가 적당한 남자와 짝을 이루어 가족을 꾸리면 아이들에게 도덕을 가르치는 것이었다. 그러나 같은 시기에 여성교육에 대한 사회적 인식이 바뀌기 시작했고, 북미와 서유럽 여성들의 교육수준은 계속 높아졌다. 이는 여성들이 남성교육자들의 반대에 저항하며 배움을 추구하고 노력한 결과였다. 1900년 대학교 5개 중 4개가 여학생들의 입학을 받았으며, 남녀공학인 학교도 늘어갔다.

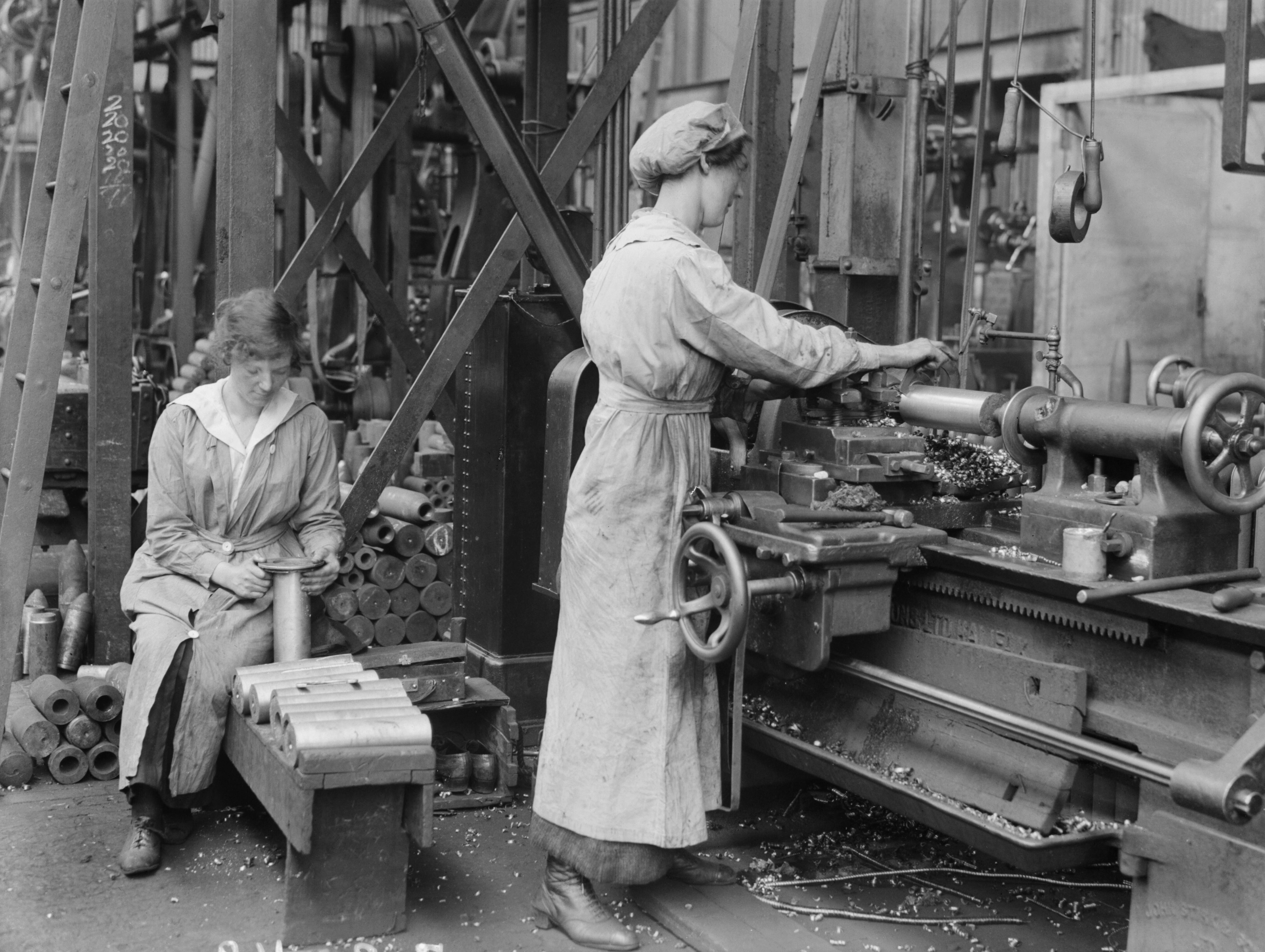
1918년 영국, 울리치 아스날에서 일하는 여성의 모습

미국에서 제1차세계대전은 여러 사회경제적 변화의 계기였고, 노동 현장에서 여성의 자리가 확대되는 계기가 되었다. 전시 상황 때문에 유럽에서 상품생산량의 유구가 증가하자 집을 나서서 노동을 하는 여성들이 늘었다.
20세기 초 여성들은 대부분 공장노동자나 가정부로 일했다. 그러다 제2차세계대전이 일어나면서 백화점 판매직원, 사무직원, 비서 등, 소위 말하는 "레이스 칼라" 직종에 종사할 수 있게 됐다. 1920년 7월 뉴욕 타임즈는 "치마를 높이 걷어올린 미국 여성들(the American Woman... has lifted her skirts far beyond any modest limitation)"이라는 헤드라인을 뽑아냈다. 이는 단순히 여성의 옷차림에 대한 얘기가 아니라, 여성들이 소매와 치마를 걷어붙이며 노동의 세계로 뛰어드는 세태를 가리키는 것이었다.
제2차세계대전은 수백만 개의 여성 일자리를 창출했다. 수많은 미국 여성들이 군에 입대했는데, 미국 육군 여성병단에 14만 명, 해군에 10만 명, 해병에 2만 3청 명, 해군간호대에 1만 4천 명, 해안 경비대에 1만 3천 명이 입대했다. 이들이 직접 전투를 수행하지는 않았으나, 남성 비전투원의 대체자로서 남성과 동일한 보수를 받았다. 남성 1천 6백만 명이 전쟁에 동원되어 일터를 떠나자 여성들의 자리는 더욱 늘었다. 종전 후 여성 200만 명이 일자리를 잃었지만, 여성의 노동참여는 전쟁 이전과 비교할 때 매우 높아졌다. 전후 미국사회는 여성들이 가정으로 돌아가 육아와 가사에 전념하기를 바랐다. 각종 여성신문과 여성잡지들에 '남편이 일을 나간 동안 아늑한 집을 지키라'고 독려하는 글이 실렸고, 여성들이 벗어나고자 하는 공간인 가정이야말로 "여성 본연의 영토"라고 그려냈다. 그럼에도 여성들은 여전히 직업을 구하고 경제활동을 하고 있었는데, 소위 "핑크 칼라"라 불리는 비서나 소매점 직원 등의 직업으로 한정됐다. 여성을 가정으로 돌려보내려는 이 시기의 선전전은 영화 《리벳공 로지의 시대와 삶(The Life and Times of Rosie the Riveter)》 에 묘사되어 있다.

### 고요한 혁명

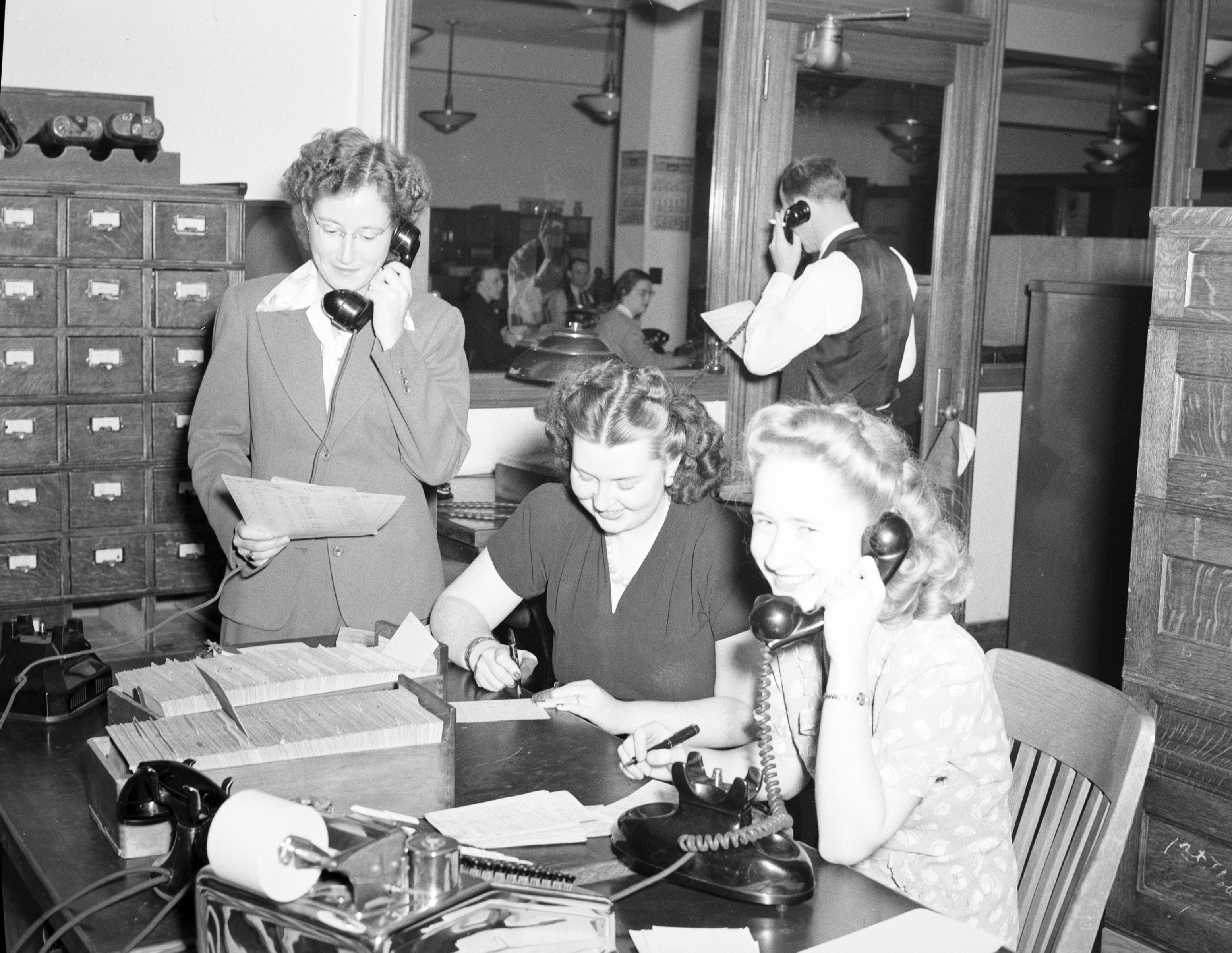
대형 사진관 고객관리 담당자들. 1945년 미국.

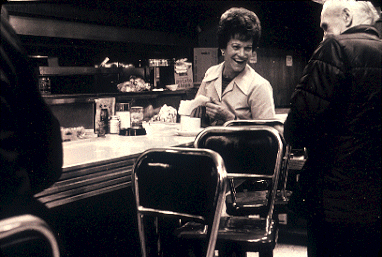
식당 종업원으로 일하는 여성. 1981년 미국.

19세기 말엽무터 서양에서는 여성들의 노동 참여가 크게 증가했다. 이 시대의 여성들은 대체로 이른 나이에 결혼을 했고, 여성들의 존재는 결혼에 의해 규정되었으며 일을 하는 것은 필수가 아니었다.
혁명의 첫 장은 19세기 말부터 1930년대에 "독립적인 여성 노동자"가 나타나면서 펼쳐졌다. 1890년부터 1930년 까지 '일 하는 여성'은 일반적으로 나이가 어리고 결혼하지 않은 여성이었다. 이들은 일을 거의 배우지 않고 사무직이나 아이들을 가르치는 일에 종사했다. 방직공장에서 일하거나 가정에서 직물을 생산하는 여성들 또한 많았다. 결혼을 하게 되면 맞벌이가 필요한 상황이 아닌 이상 여성들은 일반적으로 일을 그만두었다.
두 번째 장은 1920년 말에 들어 결혼 후 일을 그만두는 여성들이 점차 줄어들면서 펼쳐졌다. 35세에서 44세 사이의 기혼 여성의 노동생산력은 10퍼센트에서 25퍼센트로 약 15퍼센트 상승하였다. 특히 사무직 노동자에 대한 수요가 증가하고 고등학교를 졸업한 여성이 늘자 이 '안정적이고 존경받는' 직업을 차지하는 여성들도 늘었다. 1930년부터 1950년 사이에 일어난 변화는 여성 노동의 전환기였다. 기혼 여성을 퇴직시키는 제도가 사라지고 결혼하지 않은 여성과 결혼한 여성 모두가 노동을 하게 되었다. 여성의 노동참여는 여성의 고등학교 입학율과 사무직 노동 수요의 증가가 맞물리며 확대됐다. 하지만 여전히 여성이 일하기를 결정하는 요인은 남편의 수입이었다. 여성들은 보통 경제적인 필요 때문에 일하기를 선택했고, 경력을 쌓거나 사회적 가치를 추구하는 등의 개인적 욕구를 위해 일하는 것은 드물었다.
혁명의 세 번째 장은 1950년부터 1970년대 중반에 펼쳐졌으며, "여성 노동 혁명의 기원"이라고 불린다. 여성들이 꿈꾸는 미래상이 달라졌기 때문이다. 여성들은 대학에 진학하고, 결혼 후에도 일을하며, 대학원에도 진학하는 미래를 그렸다. 그러나 여성 대부분이 임시직이나 단기직으로 일했으며, 경력에 대한 기대는 적었다. 여성들 대부분은 가정경제의 부수입원으로서 일하였고, 소위 '핑크 칼라'라 불리는 비서, 교사, 간호사, 도서관 사서 등의 직업에 종사했다. 이 직업에 종사하는 사람들이 직장에서 겪었던 성적 괴롭힘에 대해서는 영화<나인 투 파이브>에서 다뤄진다. 여성의 대학 진학율을 증가했지만 대체로 더 나은 배우자를 구하려는 목적이 컸기 때문에 이들의 학위는 '결혼용 학위'라고 불리기도 했다. 그럼에도 여성들의 노동 참여는 유의미하게 증가했다.
1970년대 후반부터 현재에 이르는 네 번째 장은 "고요한 혁명기"라 불린다. 1970년대 초 여성들이 대학과 대학원에 물밀듯이 들어오면서 의학, 법학, 치의학 및 경영 등 분야의 전문성 또한 높아졌다. 대학에 들어가는 여성들이 늘고, 35세 무렵에는 결혼과 자녀계획 때문에 퇴직을 하던 이전 세대 여성들과 달리 대체로 직업을 유지하고 일을 하는 경향이 강해졌다. 연인이나 배우자와의 관계보다 자신을 우선할 수 있게 된 것이다. 1965년부터 2002년까지의 자료를 볼 때 여성의 노동 참여 증가폭은 남성의 노동 참여 감소를 상쇄하고도 남을 정도로 큰 것으로 나타났다.
일군의 연구자들은 피임약을 1970년데에 나타난 변화의 주역으로 보고 있다. 1960년대에 의료 목적의 피임약 사용이 허가됐지만 법적인 제약이 많아 실질적인 접근이 어려웠다. 그러다 부부가 피임기술에 접근하는 것을 막는 것이 헌법상 자기결정권을 침해한다고 판단한 1965년 그리월드 대 코네티컷 사건(Griswold v. Connecticut, 381 US 479), 결혼하지 않은 사람들이 피임을 할 수 있는 권리를 정립한 1972년 아이젠슈타트 대 베어드 사건(Eisenstadt v. Baird, 405 US 438) 등의 과정을 거치며 피임약에 접근할 권리가 확대되었다. 1970년대에 일어난 베트남 전쟁으로 미국에서 법적 성인으로 인정되는 연령이 21세에서 18세로 하향되면서, 여성들의 의료적 자기결정권에도 변화가 일었다. 기혼 여성들도 임신을 미루는 것이 사회적으로 용인되는 시대가 오자 여성들은 교육과 직업 등에 대해 속고할 여유를 갖게 되었다. 각종 가전제품이 가사노동의 부담을 덜어준 것도 한 몫 했다. 이러한 영향으로 점차 피임약이나 가전제품의 혜택을 받지 못하는 여성들까지 노동에 적극적으로 참여하게 됐다. 이 시기의 변화는 이렇듯 격렬한 모습을 띄기 보다는 점진적이고 지속적인 모습을 보이기 때문에 "고요한 혁명"으로 명명됐다.

### 21세기
21세기 여성 노동자들은 남성에 비해 일로 인한 번아웃을 겪는 경우가 더 많다. 2020년 초에 시작된 COVID-19 대유행은 노동 환경에 큰 변화를 일으켰다. 팬데믹의 충격을 가장 크게 겪은 산업 분야는 여성들이 주로 종사하는 분야였으며, 한국에서도 2020년 전년 대비 남녀 실업률 증감률을 비교한 결과 남성과 달리 여성의 실업률은 11퍼센트 증가한 것으로 나타났다.가사 및 돌봄노동을 부담하는 여성들은 여기에 더해 팬데믹으로 학교등의 돌봄서비스를 제공하는 기관들의 운영이 중지되자 부담이 더 커지면서 큰 타격을 입었다. 이에 더하여 동결된 임금, 급등하는 생활물가, 제한되는 승진기회, 적대적인 노동환경, 적은 혜택, 경직된 원격 근무 정책, 해소되지 않는 직무 불만족 등이 2021년 대퇴직 사태를 초래했다.
한편 팬데믹을 거쳐가는 동안 유연근무제도가 정착하고, 여성 노동자들의 필요를 고려한 사내 문화가 조성되기 시작했으며, 관리자로 승진하는 여성의 수가 증가하고, 배우자 혹은 동거인과 공평하게 가사를 분담하는 경향이 커지는 긍정적인 영향 또한 남았다.

## 산업안전보건
여성들이 겪는 직업 관련 재해 및 질환은 남성들이 겪는 것과 차이를 보인다. 여성들은 손목터널증후군, 석회화건염, 불안장애, 정신적 스트레스, 호흡기 질환 등을 자주 겪으며, 근무환경으로 인해 발생하는 감염질환을 겪는 비율이 남성보다 높다. 이러한 차이는 생물학적 차이 혹은 여성들이 근무하는 환경의 차이 때문에 발생하는 것으로 추정된다. 여성이 직업 관련 스트레스를 더 크게 느끼는 이유는 가정에서 돌봄노동을 도맡은 경우가 많고, 기간제 혹은 계약직으로 일을 하는 비율이 남성보다 높기 때문인 것으로 추측된다. 여성들이 자주 겪는 직업 관련 재해 중 하나는 살인으로, 2011년 여성들의 근무 중 사망 원인 중 2위를 차지하였으며, 근무 중 사망한 여성들의 26퍼센트가 살해 피해자인 것으로 나타났다. 한편 미국에서는 미국 태생인 여성과 비교하여 이민자 여성이 근무 중 상해를 입을 위험이 더 높은 것으로 나타났는데, 이는 이민자 여성들이 위험 분야에 종사하는 비율이 높기 때문이다.
직업으로 인한 사망 위험인 여성이 남성보다 낮았다. 그러나 각종 개인 보호 장비가 남성 신체를 기준으로 만들어지는 탓에 여성이 작업 중 안전 사고를 겪을 위험을 높이고 있다. 한편 여성들은 남성들과 달리 근무 중 부상을 입더라도 이를 직장에 잘 알리지 않는 것으로 나타났다.
여성 노동자들을 중점으로 하는 직업 재해 연구는 계속 진행 중이며, 특히 유방암과 자궁경부암 발병에 영향을 주는 직업환경에 대한 연구가 진행되고 있다. 성적 괴롭힘은 여성 노동자들이 흔히 겪는 직업상 재해로, 불안과 우울, 메스꺼움, 두통, 불면 등의 증상을 야기하고, 여성 노동자의 자아존중감을 손상시키며 직장에서의 소외감을 초래한다. 직업 스트레스 또한 여성들이 많이 겪는 문제인데, 이는 일과 가정을 양립하는 것에 대한 부담이 여성에게 더 크기 때문인 것으보 론다.

## 같이 보기
- 리벳공 로지
- 고용 차별
- 직업적 성차별

## 참고 문헌
여성 노동의 역사
- A Woman's Wage: Historical Meanings and Social Consequences by Alice Kessler-Harris (updated edition, 2014)
- Challenging Professions: Historical and Contemporary Perspectives on Women's Professional Work by Elizabeth Smyth, Sandra Acker, Paula Bourne, and Alison Prentice (1999)
- English women enter the professions by Nellie Alden Franz (1965)
- Black Women and White Women in the Professions: Occupational Segregation by Race and Gender, 1960–1980 (Perspectives on Gender) by N. Sokoloff (1992)
- Unequal Colleagues: The Entrance of Women into the Professions, 1890–1940 (Douglass Series on Women's Lives and the Meaning of Gender) by Penina Migdal Glazer and Miriam Slater (1987)
- Beyond Her Sphere: Women and the Professions in American History  by Barbara J. Harris (1978)
- "Challenging Professions: Historical and Contemporary Perspectives on Women's Professional Work" (Book Reviews) Pamela Sugiman in Relations Industrielles/Industrial Relations
- Victorian Working Women: A historical and literary study of women in British industries and professions 1832–1850 (Economic History (Routledge)) by Wanda F. Neff
- Colonial women of affairs;: A study of women in business and the professions in America before 1776 by Elisabeth Anthony Dexter
- What a Woman Ought to Be and to Do: Black Professional Women Workers during the Jim Crow Era (Women in Culture and Society Series)  by Stephanie J. Shaw
- In Subordination: Professional Women, 1870–1970 by Mary Kinnear (1995)
- Women Working in Nontraditional Fields References and Resources 1963–1988 (Women's Studies Series)  by Carroll Wetzel Wilkinson
- Kinnear, Karen L. (2011). 《Women in Developing Countries: a Reference Handbook》. ABC-Clio. ISBN 9781598844252.

사회 과학 및 심리학적 접근
- Suhail Ahmad, Women in profession: A comparative study of Hindu and Muslim women
- Ella L. J. Edmondson Bell and Stella M. Nkomo, Our Separate Ways: Black and White Women and the Struggle for Professional Identity
- Julia Evetts, Women and Career: Themes and Issues in Advanced Industrial Societies (Longman Sociology Series)
- Patricia N. Feulner, Women in the Professions: A Social-Psychological Study
- Linda S. Fidell and John D. DeLamater, Women in the Professions
- Clara Greed, Surveying Sisters: Women in a Traditional Male Profession
- Jerry Jacobs, Professional Women at Work: Interactions, Tacit Understandings, and the Non-Trivial Nature of Trivia in Bureaucratic Settings
- Edith J. Morley, Women Workers in Seven Professions
- Xiomara Santamarina, Belabored Professions: Narratives of African American Working Womanhood
- Janet Skarbek, Planning Your Future: A Guide for Professional Women
- Elizabeth Smyth, Sandra Acker, Paula Bourne, and Alison Prentice, Challenging Professions: Historical and Contemporary Perspectives on Women's Professional Work
- Nancy C. Talley-Ross, Jagged Edges: Black Professional Women in White Male Worlds (Studies in African and African-American Culture, Vol 7) (1995)
- Joyce Tang and Earl Smith, Women and Minorities in American Professions (S U N Y Series on the New Inequalities)
- Anne Witz (1990). “Patriarchy and Professions: The Gendered Politics of Occupational Closure”. 《Sociology》 24 (4): 675–690. doi:10.1177/0038038590024004007.
- Anne Witz, Professions and Patriarchy (International Library of Sociology)  (1992)

여성의 일과 가정의 양립 운영 관련
- Terri Apter, Working Women Don't Have Wives: Professional Success in the 1990s
- Sian Griffiths, Beyond the Glass Ceiling: Forty Women Whose Ideas Shape the Modern World (Women's Studies)
- Linda Hantrais, Managing Professional and Family Life: A Comparative Study of British and French Women
- Deborah J. Swiss and Judith P. Walker, Women and the Work/Family Dilemma: How Today's Professional Women Are Finding Solutions
- Alice M. Yohalem, The Careers of Professional Women: Commitment and Conflict

직장 내 성차별
- The Commission on Women in the Profession, Sex-Based Harassment, 2nd Edition: Workplace Policies for the Legal Profession
- Sylvia Ann Hewlett, Off-ramps and On-ramps: Keeping Talented Women on the Road to Success
- Karen Maschke, The Employment Context (Gender and American Law: The Impact of the Law on the Lives of Women)
- Evelyn Murphy and E. J. Graff, Getting Even: Why Women Don't Get Paid Like Men—And What to Do About It (2006)
- KOLHATKAR, SHEELAH, "THE DISRUPTERS" New Yorker, 0028792X, 11/20/2017, Vol. 93, Issue 37

멘토링 및 "성인 남성/성인 여성 네트워크"
- Nancy W. Collins, Professional Women and Their Mentors: A Practical Guide to Mentoring for the Woman Who Wants to Get Ahead
- Carolyn S. Duff, Learning From Other Women: How to Benefit From the Knowledge, Wisdom, and Experience of Female Mentors
- Joan Jeruchim, Women, Mentors, and Success
- Peggy A. Pritchard, Success Strategies for Women in Science: A Portable Mentor (Continuing Professional Development Series)

여성 노동자 예술 및 문학 연구
- Carmen Rose Marshall, Black Professional Women in Recent American Fiction

### 전문 분야
교육, 도서관학 및 대학 교육 분야
- Maenette K. P. Benham and Joanne Cooper, Let My Spirit Soar!: Narratives of Diverse Women in School Leadership (1-Off)
- Roger Blanpain and Ann Numhauser-Henning, Women in Academia and Equality Law: Aiming High, Falling Short? Denmark, France, Germany, Hungary, Italy, the Netherlands, Sweden, United Kingdom (Bulletin of Comparative Labour Relations)
- S. A. L. Cavanagh, The Gender of Professionalism and Occupational Closure: the management of tenure-related disputes by the 'Federation of Women Teachers' Associations of Ontario' 1918–1949, Gender and Education, 15.1, March 2003, pp. 39–57. See Routledge.
- Regina Cortina and Sonsoles San Roman, Women and Teaching: Global Perspectives on the Feminization of a Profession
- Nancy Hoffman, Woman's "True" Profession, 2nd ed.  (1982, 2nd ed.) ("classic history of women and the teaching profession in the United States")
- Julia Kwong, Ma Wanhua, and Wanhua Ma, Chinese Women and the Teaching Profession

사회 과학 분야
- Kathleen Bowman and Larry Soule, New Women in Social Sciences (1980)
- Lynn McDonald, The Women Founders of the Social Sciences (1994)

인류학 분야
- Barbara A. Babcock and Nancy J. Parezo, Daughters of the Desert: Women Anthropologists and the Native American Southwest, 1880–1980 (1988)
- Ruth Behar and Deborah A. Gordon, Women Writing Culture (1996)
- Maria G. Cattell and Marjorie M. Schweitzer, Women in Anthropology: Autobiographical Narratives and Social History (2006)
- Ute D. Gacs, Aisha Khan, Jerrie McIntyre, and Ruth Weinberg, Women Anthropologists: Selected Biographies (1989);Women Anthropologists: A Biographical Dictionary (1988)
- Nancy Parezo, Hidden Scholars: Women Anthropologists and the Native American (1993)

고고학 분야
- Cheryl Claassen, Women in Archaeology (1994)
- Margarita Diaz-Andreu and Marie Louise Stig Sorensen, Excavating Women: A History of Women in European Archaeology (1998;2007)
- Getzel M. Cohen and Martha Sharp Joukowsky, editors, Breaking Ground: Pioneering Women Archaeologists (2004)
- Nancy Marie White, Lynne P. Sullivan, and Rochelle A. Marrinan, Grit-Tempered: Early Women Archaeologists in Southeastern United States (2001)

역사 분야
- Eileen Boris and Nupur Chaudhuri, Voices of Women Historians: The Personal, the Political, the Professional (1999)
- Jennifer Scanlon and Shaaron Cosner, American Women Historians, 1700s–1990s: A Biographical Dictionary (1996)
- Nadia Smith, A "Manly Study"?: Irish Women Historians, 1868–1949 (2007)
- Deborah Gray White, Telling Histories: Black Women Historians in the Ivory Tower (forthcoming 2008)
- Southern Association for Women Historians

언어학 분야
- Davison, The Cornell Lectures: Women in the Linguistics Profession

STEM 분야(과학, 기술, 공학 및 수학)
- Violet B. Haas and Carolyn C. Perrucci, Women in Scientific and Engineering Professions (Women and Culture Series)
- Patricia Clark Kenschaft, Change Is Possible: Stories of Women and Minorities in Mathematics
- Jacquelyn A. Mattfeld and Carol E. Van Aken, Women and the Scientific Professions: The MIT Symposium on American Women in Science and Engineering (1964 symposium;1976 publication)
- Karen Mahony & Brett Van Toen, Mathematical Formalism as a Means of Occupational Closure in Computing—Why "Hard" Computing Tends to Exclude Women, Gender and Education, 2.3, 1990, pp. 319–31. See ERIC record.
- Peggy A. Pritchard, Success Strategies for Women in Science: A Portable Mentor (Continuing Professional Development Series)
- Margaret W. Rossiter, Women Scientists in America: Struggles and Strategies to 1940 (Women Scientists in America)
- Otha Richard Sullivan and Jim Haskins, Black Stars: African American Women Scientists and Inventors

법조 분야
- Joan Brockman and Dorothy E. Chunn, "'A new order of things': women's entry into the legal profession in British Columbia", The Advocate
- The Commission on Women in the Profession, Visible Invisibility: Women of Color in Law Firms
- The Commission on Women in the Profession, Sex-Based Harassment, 2nd Edition: Workplace Policies for the Legal Profession
- Hedda Garza, Barred from the Bar: A History of Women in the Legal Profession (Women Then—Women Now)
- Jean Mckenzie Leiper, Bar Codes: Women in the Legal Profession
- Sheila McIntyre and Elizabeth Sheehy, Calling for Change: Women, Law, and the Legal Profession
- Mary Jane Mossman, The First Women Lawyers: A Comparative Study of Gender, Law And the Legal Professions
- Rebecca Mae Salokar and Mary L. Volcansek, Women in Law: A Bio-Bibliographical Sourcebook
- Ulrike Schultz and Gisela Shaw, Women in the World's Legal Professions (Onati International Series in Law and Society)
- Lisa Sherman, Jill Schecter, and Deborah Turchiano, Sisters-In-Law: an Uncensored Guide for Women Practicing Law in the real world

종교 분야
- Stanley J. Grenz and Denise Muir Kjesbo, Women in the Church: A Biblical Theology of Women in Ministry
- Lenore Friedman, Meetings with Remarkable Women: Buddhist Teachers in America

돌봄 분야(사회복지, 보육 및 노인 돌봄 등)
- Ski Hunter, Sandra Stone Sundel 및 Martin Sundel, Women at Midlife: Life Experiences and Implications for the Helping Professions
- Linda Reeser, Linda Cherrey, Irwin Epstein, Professionalization and Activism in Social Work (1990)(covers gender as part of history of professionalization), Columbia University Press,ISBN 0-231-06788-7
- Sarah Stage and Virginia B. Vincenti, editors, Rethinking Home Economics: Women and the History of a Profession

건축 및 디자인
- Designing for Diversity: Gender, Race, and Ethnicity in the Architectural Profession by Kathryn H. Anthony
- The First American Women Architects by Sarah Allaback (forthcoming 2008)

예술 및 문학
- Margaret Barlow, Women Artists
- Whitney Chadwick, Women Artists and the Surrealist Movement
- Liz Rideal, Whitney Chadwick, and Frances Borzello, Mirror Mirror: Self-Portraits by Women Artists
- Jo Franceschina, Women and the Profession of Theater, 1810–1860
- National Geographic Society, Women Photographers at National Geographic
- Laura R. Prieto, At Home in the Studio: The Professionalization of Women Artists in America

엔터테인먼트 및 모델 산업
- Ann Cvetkovich, "Fierce Pussies and Lesbian Avengers: Dyke Activism Meets Celebrity Culture" (images of female models merging infiltrating other cultures)
- Michael Gross, Model: The Ugly Business of Beautiful Women (2003) (history of female modeling);
- Ian Halperin, Shut Up and Smile: Supermodels, the Dark Side (1999)
- Nancy Hellmich, "Do thin models warp girls' body image?", USA Today, September 26, 2006
- Jennifer Melocco, "Ban on Stick-Thin Models Illegal", Daily Telegraph, February 16, 2007
- Barbara Summers, Black and Beautiful: How Women of Color Changed the Fashion Industry (racism within modeling)
- Barbara Summers, Skin Deep: Inside the World of Black Fashion Models (1999)
- Naomi Wolf, The Beauty Myth: How Images of Beauty Are Used Against Women (1991)

탐험가, 항해사, 여행가, 개척가
- Joanna Stratton, Pioneer Women
- David Cordingly, Seafaring Women: Adventures of Pirate Queens, Female Stowaways, and Sailors' Wives

스포츠 및 육상
- Karra Porter, Mad Seasons: The Story of the First Women's Professional Basketball League, 1978–1981

경영 및 리더십
- Roger E. Axtell, Tami Briggs, Margaret Corcoran, and Mary Beth Lamb, Do's and Taboos Around the World for Women in Business
- Douglas Branson, No Seat at the Table: How Corporate Governance and Law Keep Women Out of the Boardroom
- Lin Coughlin, Ellen Wingard, and Keith Hollihan, Enlightened Power: How Women are Transforming the Practice of Leadership
- Harvard Business School Press, editors, Harvard Business Review on Women in Business
- S. N. Kim, "Racialized gendering of the accountancy profession: toward an understanding of Chinese women's experiences in accountancy in New Zealand" in Critical Perspectives on Accounting
- Deborah Rhode, The Difference ""Difference"" Makes: Women and Leadership (2002)
- Judy B. Rosener, America's Competitive Secret: Women Managers
- Robert E. Seiler, Women in the Accounting Profession (1986)

유럽 연합 제공 정보
- Report "Women and men in decision-making 2007 – analysis of the situation and trends"
- Database on women in decision-making
- Commission's Roadmap for Equality between women and men (2006–2010)